# Fontaines publiques de Besançon

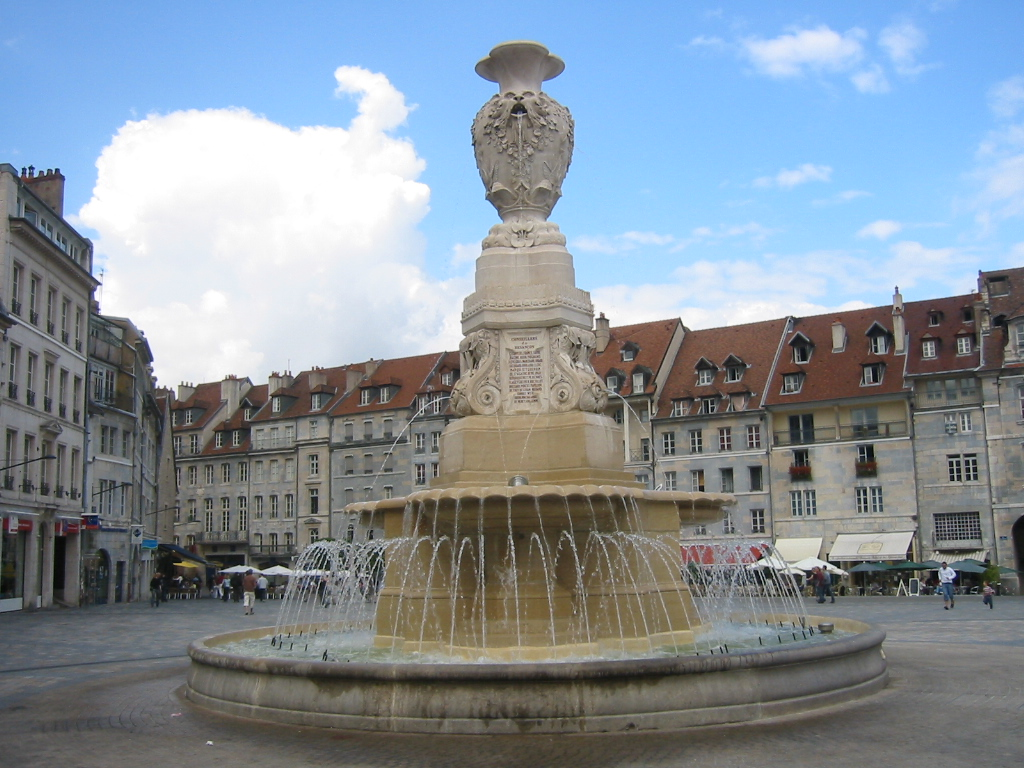
La fontaine place de la Révolution.

La ville de Besançon compte de nombreuses fontaines publiques, dont une majorité comporte un intérêt patrimonial et artistique conséquent. Monumentales, plus modestes, ou atypiques, elles se concentrent principalement au cœur et autour de la Boucle et de Battant, correspondant aux quartiers historiques et touristiques. Initialement allouées à la desserte populaire de l'eau avec beaucoup de structures anciennes encore bien conservées aujourd'hui, elles ont évolué à l'époque contemporaine en ayant désormais un caractère presque strictement ornemental. Si la plupart ont été distinguées par le ministère de la Culture en étant classées et que d'autres sont devenues des symboles emblématiques de la Cité à l'instar de la fontaine place de la Révolution ou plus ludiques comme celle de la promenade Chamars, toutes forment une partie majeure de la richesse architecturale et de l'identité locale. Ainsi les fontaines, par leur multitude et leur beauté additionné à la topographie, ont donné à la capitale comtoise son surnom de petite Rome.

## Histoire

### Les besoins en eau de Besançon

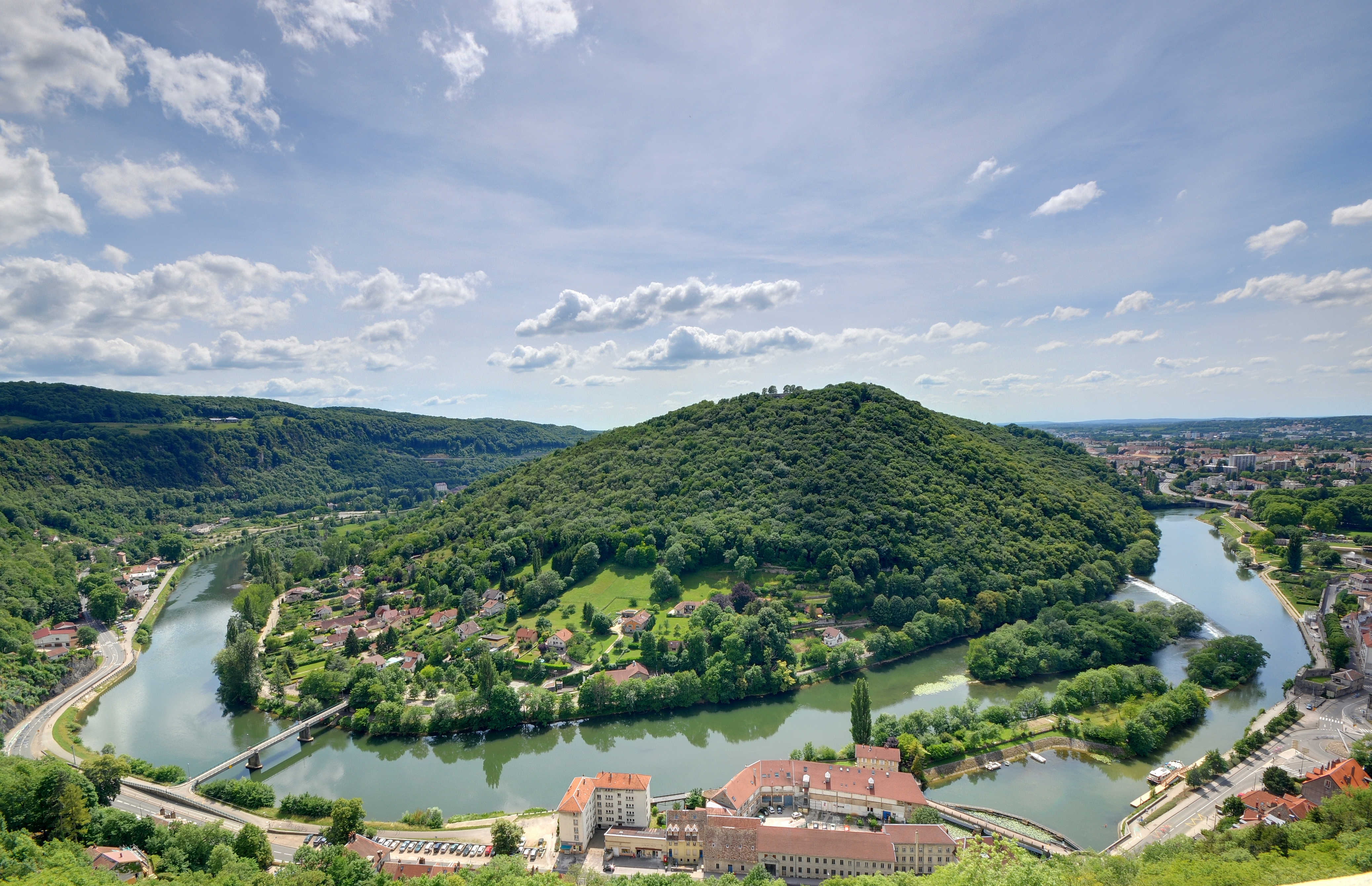
Besançon. Vue de la rivière du Doubs et d'une partie de sa boucle.

Besançon est une localité qui a toujours rencontré des difficultés à s'approvisionner correctement en eau, paradoxe pour cette cité directement située en bordure de rivière, le Doubs, l'un des principaux cours d'eau du département qui lui a d'ailleurs donné son nom, et  qui décrit un remarquable méandre lui conférant une partie importante de son identité. En fait, il y a toujours eu une méfiance populaire envers cette ressource pourtant facile d'accès et pléthorique, mais dont la couleur jaunâtre et la résurgence de déchets lors de crues déroutait les habitants. Situation singulière en France, puisque par exemple les eaux de la Seine étaient elles aussi peu engageantes mais utilisées sans opposition pour le réseau d'alimentation parisien. Mais c'est également le régime irrégulier de la rivière qui est en cause, puisque son débit changeant constamment au gré du climat, abondant lors de fortes précipitations mais chétif pendant les sécheresses, ne permettait pas une desserte confortable. À Besançon, le Doubs servait donc uniquement pour le transport de bois et de denrées, afin de laver le linge, ou encore à abreuver le bétail. À son fondement en tant que structure communautaire organisée, la ville a été confrontée à ce problème considérable bloquant de fait toute véritable expansion. Ce furent les sources d'Arcier qui permirent la pérennité de la cité, alors nommée Vesontio, sous l'Empire romain, mais non sans difficultés puisque environ 12 kilomètres séparent les deux points. C'est à partir du IIe siècle, probablement vers 70 à l'époque de Vespasien, que l'aqueduc de Besançon est mis en service dotant enfin le cœur de la ville d'un réservoir de 5 m2 au square Castan,. L'aqueduc était constitué d'une galerie  en grande partie souterraine mesurant environ 1,62 m de hauteur sous clé sur 0,85 m de large, et qui présentait une déclivité de 0,22 %. Mais lors des invasions barbares au Ve siècle  la structure fut endommagée puis délaissée faute de moyens, et donc abandonnée aux outrages du temps,,. Les Bisontins seront privés de ce réseau jusqu'au XIXe siècle, et durant cette longue interruption ils seront contraints de se raccorder à d'autres sources et se tourneront d'abord vers des puits et celles de Fontaine-Argent, qui se révéleront insuffisantes pour subvenir aux besoins sans cesse croissants. La municipalité optera alors au XVIe siècle pour les eaux du vallon de Bregille,

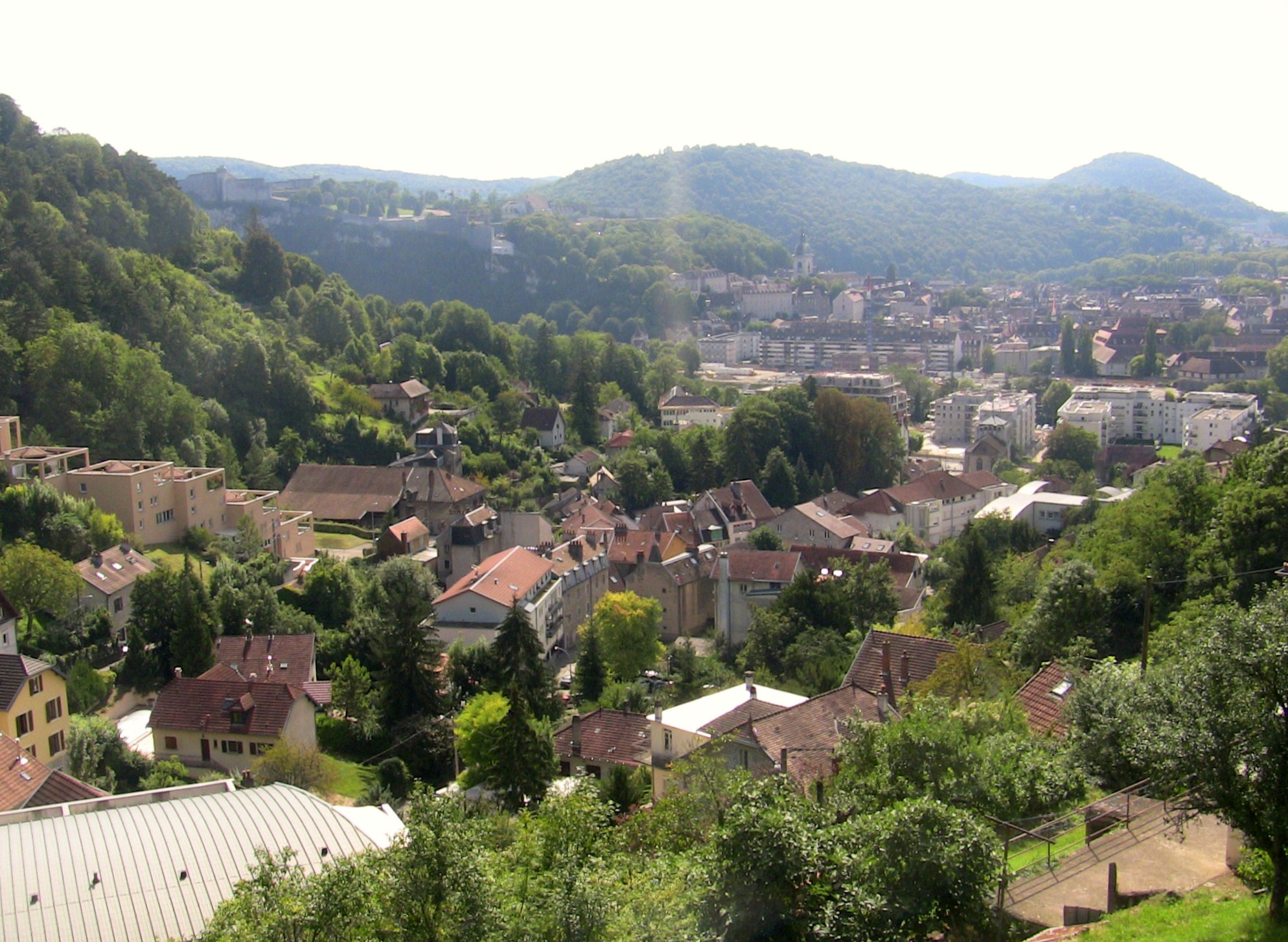
Bregille, avec en fond le secteur de Saint-Jean.

Le site de Bregille possède des sources nombreuses pouvant répondre facilement à la demande d'alors, mais il appartient à l'archidiocèse et le clergé s'est toujours montré hostile à un projet de ce type. Après d'âpres négociations entre administration civile et religieuse, la municipalité parvient à un compromis et entreprend des travaux en 1559 sous l'égide de l'architecte d'Antro. Après d'autres difficultés mais d'ordre techniques cette fois, les sources de la Douin et du Moine sont captées le 22 mai 1559. Ces nouvelles sources sont alors bien plus proches et plus abondantes que celles de Fontaine-Argent, avec 4 litres par seconde  contre 2,5 litres par seconde pour Bregille. En 1689, la construction du pont de Bregille offrira la possibilité de desservir plus directement l'est de la ville, les conduites passant jusque-là par le pont Battant exclusivement. D'autres réseaux depuis Bregille ont été aussi étudiés, notamment en 1741 par le Magistrat de la ville pour fournir de l'eau aux nouvelles fontaines. Bien que la cité peut de nouveau croître avec une relative sérénité, son expansion périurbaine principalement pour l'élevage et/ou la culture est encore un défi à relever, des secteurs comme Saint-Ferjeux étant très excentrés. Tout point d'eau est alors digne d'intérêt, la quête étant grandissante notamment durant le XVIIIe siècle pour permettre l'implantation de fontaines. Alors qu'au début du XIXe siècle la population augmente fortement et que la source d'Arcier n'est toujours pas opérationnelle, la Municipalité cherche alors tous les moyens pour pallier ce souci crucial, utilisant les sources mêmes minuscules comme au Faubourg Rivotte et rue du Chateur en 1736, sur deux points rue d'Arènes en 1822, ou aux Vallières en 1831. Heureusement en 1855 le nouvel aqueduc est terminé, rétablissant provisoirement une offre convenable. Deux projets de remise en état étaient déjà envisagés au XVIIe et XIXe siècles, mais c'est le 20 mars 1837 que le Conseil municipal décide de la construction. Suivra une étude menée entre 1843 et 1848, avant exécution des travaux de 1850 à 1855, et un ultime complément, l'acquisition de la source entre avril  et novembre 1866 pour s'en assurer l'entier bénéfice.
Toutefois, un nouvel accroissement de population va créer un énième casse-tête, si bien qu'à Saint-Ferjeux ou à Planoise-Châteaufarine lors des sécheresses, on assiste à de véritables pénuries menaçant l'activité et la santé des habitants. Entre la fin du XVIIIe siècle et l'ensemble du XIXe siècle la situation perdure, à tel point que les Autorités municipales songent même à la réalisation d'une canalisation depuis le lac de Saint-Point afin de régler définitivement le problème. À Planoise on se contente tant bien que mal de la source du Cerisier, mais la question est loin d'être réglée, et d'autres zones sont dans le même cas dont bien entendu la Boucle, avec de nouvelles réclamations pesantes dans les années 1930. Après la Seconde Guerre mondiale, et malgré l'approvisionnement à Arcier, Aglans, Chalèze, ainsi que les réservoirs de Saint-Jean et du fort de Griffon, l'eau est toujours une question essentielle à Besançon car l'offre du réseau est à la limite de la demande, alors qu'une expansion urbaine sans précédent se profile à Planoise, Montrapon-Fontaine-Écu, Clairs-Soleils, et Palente-Orchamps,. Une lutte contre le gaspillage est organisée et des coupures momentanées programmées pendant l'été. Alors que le réseau d'approvisionnement arrive à domicile, l'évacuation pose aussi un souci ; du temps des Romains les eaux usées étaient conduites directement dans le Doubs, mais cette pratique disparut au Moyen Âge, si bien que même si l'hygiène individuelle perdurait, les immondices y compris les eaux souillées étaient jetés dans des sites à cet effet, des rigoles ou des puits perdus, ou parfois délaissés à même les rues. Alors que l'approvisionnement posait déjà problème, le retraitement restait quant à lui presque entièrement à faire au milieu du XIXe siècle, même si l'on note quelques balbutiements dans le centre. C'est grâce à la modernisation du réseau, à la professionnalisation du service de salubrité et à la nécessité de considérer un parc gigantesque, que le retraitement va connaître son apogée, construction de la station d'épuration de Port-Douvot à Velotte, érigée en 1991-1992 et fortement agrandie entre 2000 et 2005. Dans le même temps l'approvisionnement, toujours préoccupant dans les années 1950, trouve lui aussi une solution pour satisfaire les besoins, avec toujours les eaux d'Arcier (fournissant 45 % de l'eau prélevée), l'eau de la Loue (37 %), l'eau captée de Chailluz (11 %), et les forages de Thise (7 %).

### Les premières fontaines

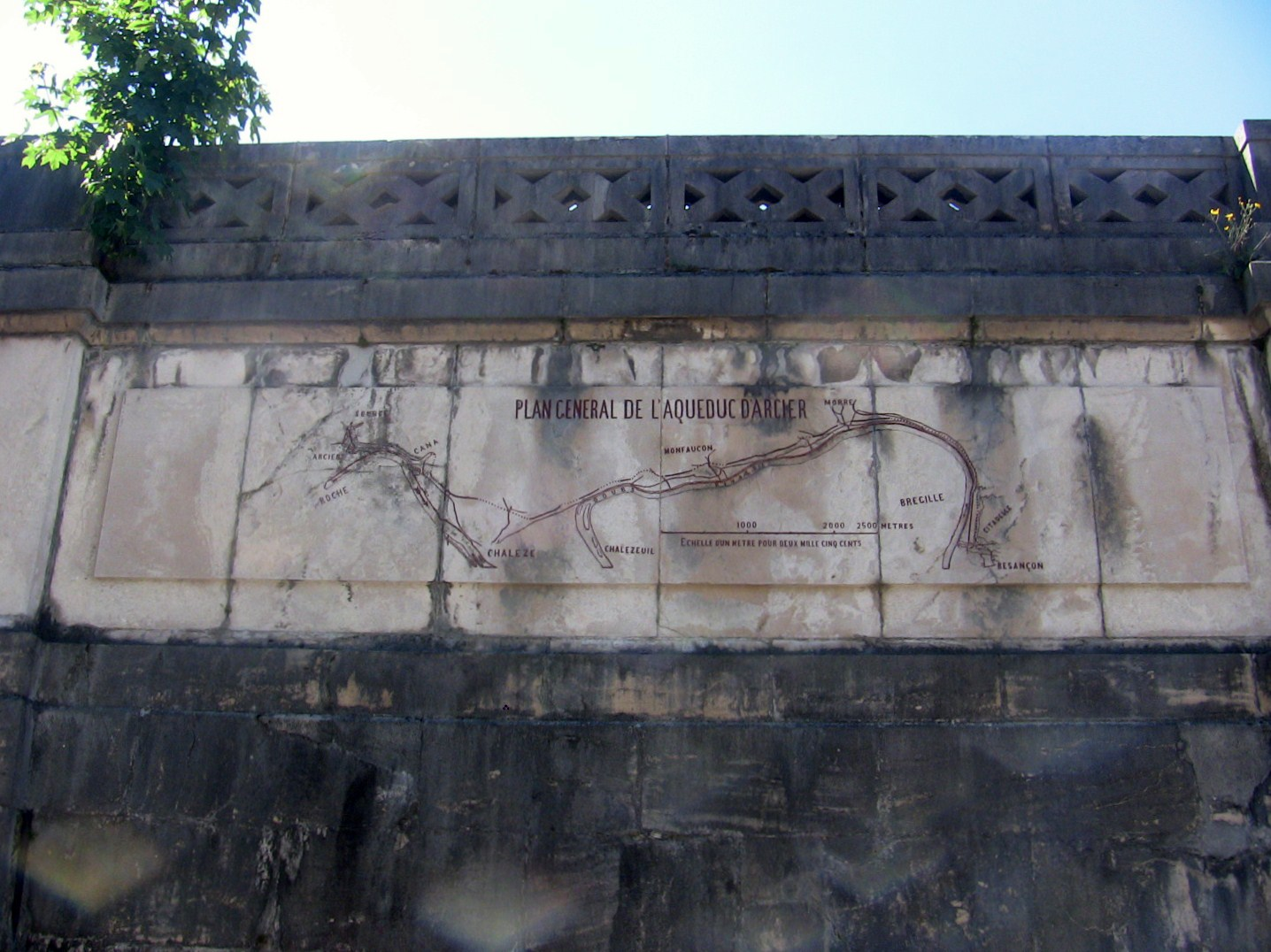
Plan de l'aqueduc du XIXe siècle sculpté sur le château d'eau de la source d'Arcier rue du cingle à Saint-Jean.

Les premiers réseaux connus à Besançon étaient liés à l'aqueduc d'Arcier aboutissant square Castan, mais à son interruption après des dégâts occasionnés lors des invasions barbares, la population n'avait probablement pas d'autre choix que d'utiliser l'eau des sources, les puits et peut-être même la rivière qui pourtant n'avait pas bonne réputation. On note cependant l'existence de fontaines, bassins et termes, tous alimentés depuis un large réservoir situé à proximité de la cathédrale Saint-Jean, recevant les eaux du square Castan avant de les diffuser dans le reste de la ville. Parmi les structures d'approvisionnement connues, celle de la Tour Saint-Quentin située Grande rue, dont des restes furent retrouvés dans les fondations de l'édifice établi au XIe siècle. Des débris de marbres pour un appareil hydraulique sont exhumés en 1826, lorsque l'Hôtel Saint-Quentin est démoli, l'architecte Veille devant rebâtir un immeuble et profitant de l'occasion pour inspecter le lieu. Il s'agissait alors de restes de vasques d'une fontaine monumentale antique probablement accolée à des thermes, reconnus par Pierre Marnotte en 1826 : « sa forme est celle d'un balustre colossal sur une base attique, percé au centre d'une ouverture circulaire de deux pouces de diamètre, destiné à recevoir le tube du jet d'une fontaine jaillissante ; on y retrouve encore des fragments de corniche, de colonnes cannelées, etc. » Des tuyaux de plomb et de pierre avaient été exhumés dès 1540, ce qui rend probable la possibilité d'une desserte générale notamment dans les points qui seront choisis plus tard pour l'établissement des premières fontaines municipales.
Une délibération municipale du 14 février 1457 rapporte que le Magistrat de Besançon décide de la mise en place de quatre fontaines dans le secteur de Battant, où la population a fortement augmenté, sans que celle-ci puisse utiliser beaucoup de puits à cause de l'altitude et la dureté des sols rocheux dans cette zone,. Les structures sont alors implantées place du Pilori - à l'actuelle place Joufroy d'Abbans -, au carrefour de Battant - aujourd'hui place Bacchus -, ainsi qu'en Charmont et à Arènes sans avoir pu déterminer leur emplacement. Elles sont approvisionnées par les sources de Fontaine-Argent, dont les eaux sont déviées par des canalisations, essentiellement faites de troncs d'arbres évidés alors nommés bournels rattachés les uns aux autres par des anneaux plats en fer nommés viroles. L'ensemble des travaux sont financés par les bénéficiaires, les habitants de Battant désignés dans la phrase tout ceulx de dela du pont. Le Magistrat prévoit aussi de pourvoir le quartier de la Boucle, comme l'attestent plusieurs délibérations, mais ce projet ne verra pas le jour avant le XVIe siècle. Les habitants du secteur devront en attendant faire sans, probablement en recueillant l'eau de pluie, en creusant des puits et citernes ou en utilisant le Doubs.
Dès 1464, divers projets de réalisation de fontaines pour la Boucle sont émis, aulx despens communs de la cité, mais rien ne se fit. Le Bisontin Jehan Dahy propose d'alimenter dix fontaines en 1538. Son projet consiste à surélever les sources de la Mouillère, alors presque au même niveau que le Doubs, afin de desservir la ville par un réseau grâce à l'effet de gravité. Mais la réalisation semble difficile, d'autant plus qu'un tarissement des eaux est très probable lors de températures élevées, la commission d'examen émet donc de grandes réserves, amenant à l'abandon de ce plan. Le Magistrat propose néanmoins l'implantation de structures en 1541 le long de la Grande rue, c'est ainsi que trois fontaines sont érigées, une contre la façade de l'actuel Hôtel de Ville, une près du Couvent des Carmes, et enfin une à l'hôtel du comte de la Tour Saint-Quentin au numéro 128-130, le tout financé par un budget municipal. Au total ce sont donc six fontaines qui existent à Besançon, avec la mention d'une dite « du pont » en 1618, ainsi que celles place du Pilori et place Battant, les deux autres d'origine ayant disparu. Néanmoins la fontaine des Carmes est arrêtée en 1549, puisque si Battant peut jouer sur la gravité, l'eau doit remonter le pont Battant pour approvisionner le reste de la Boucle. C'est ainsi que le service reste très irrégulier au centre, et que seules deux fontaines subsisteront. Les structures sont alors de simples cuves en bois consolidé, et ne furent remplacées par de la pierre qu'à partir de la délibération du 15 juillet 1552.

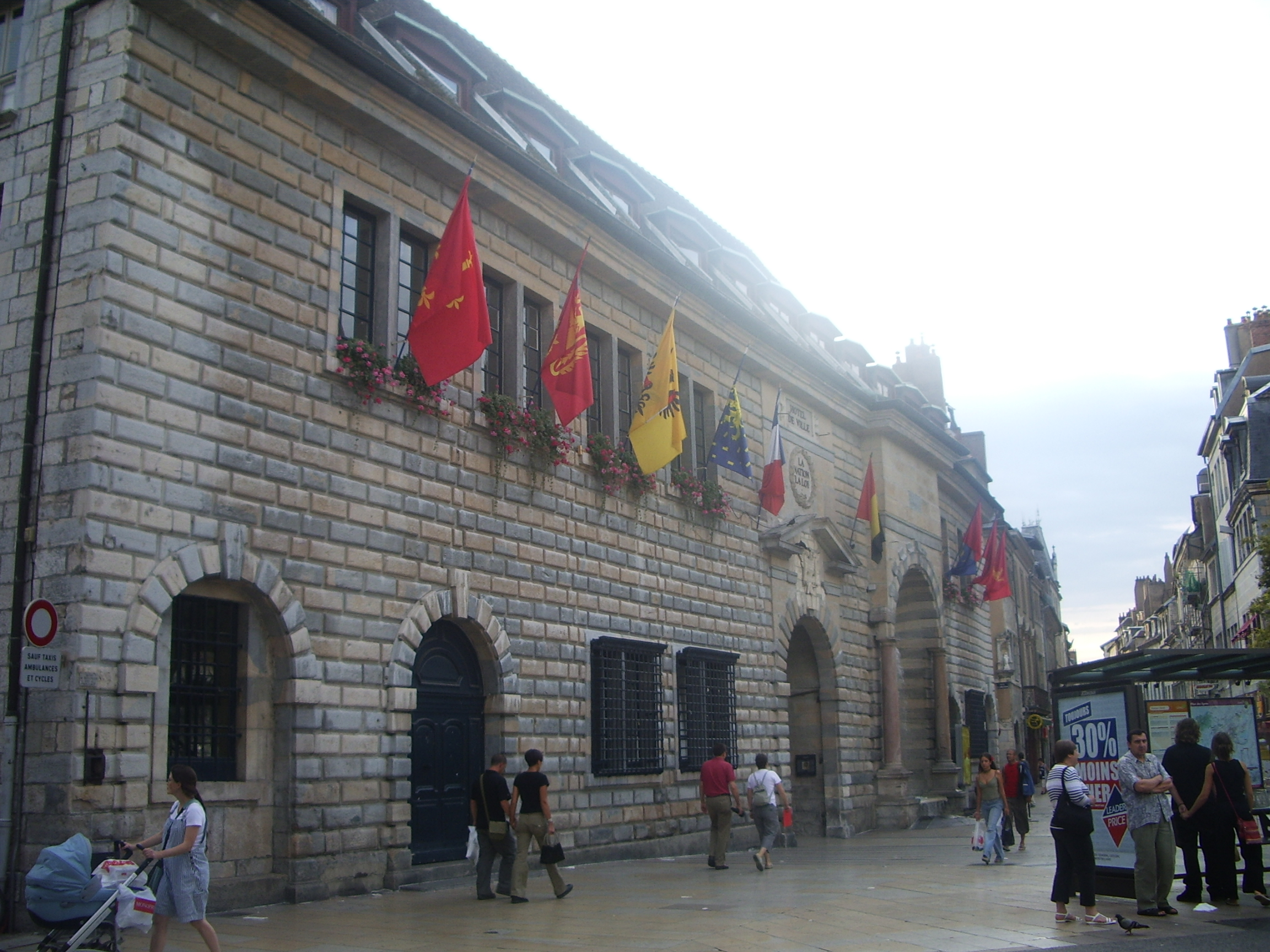
L'hôtel de ville de Besançon, où siégeaient Magistrats et Gouverneurs notamment responsables des fontaines.

Aussi, bien que les fontaines apportent un avantage considérable aux populations, elles ont aussi quelques désagréments. Ainsi des infiltrations dans les caves ou la formation de glace en hiver dans la rue lors de trop-plein - les structures n'ayant pas de robinet - font réagir le Magistrat dès 1549, qui prend des mesures pour dévier l'eau de la fontaine de l'Hôtel de Ville lors des périodes de grand froid. Ce genre de problème continuera jusqu'au XIXe siècle, les riverains les plus proches écrivant régulièrement aux maires successifs afin de déplacer les fontaines. C'est à partir du XVe siècle que la ville prend donc en main l'ensemble des travaux de construction et d'entretien des fontaines de la cité par échelle de quartier, même si certains en sont dépourvus. Seules les réparations importantes restent aux frais de la population. Une organisation voit le jour, puisqu'à partir de 1466 un des Gouverneurs de la ville se voit attribuer la charge de l'eau et des fontaines, le premier étant Henri Grenier. Le Magistrat confie alors « la charge de la conduite des fontaines que l'on a marchandé de faire venir en la cité [...] auquel on a promis pour ses peines et salaire de dix francs. » Une personne est mandatée pour exécuter le travail avec la cité, par la fonction maitre fontaines ou fontainier, se chargeant des fontaines, des canalisations et des structures annexes. La première mention connue pour cette tâche est celle de Jehan Camiron le 14 aout 1531. Un document stipule que « Jehan Camiron a este institué maistre des fontaines aux gaiges acoustumés et a prêté serment. »
Il existe aussi un petit réseau afin d'alimenter les filets d'eau, dérivés de la conduite principale, équipant de rares particuliers généralement issus de la haute sphère sociale. Nicolas Perrenot de Granvelle fut le premier Bisontin à profiter « d'un filet d'eau de la grosseur d'un doigt commun et raisonnable » en 1549, soustrait à la fontaine de Saint-Quentin, afin de faire fonctionner une structure privée dans la cour intérieure de son palais. En 1664, de nouvelles concessions de ce type sont accordées pour les couvents des Carmes et des Ursulines et à plusieurs autres souscripteurs, ce qui a pour conséquence un captage trop important des eaux normalement destinées à alimenter les fontaines publiques. Celles-ci sont désormais bien plus irrégulières alors qu'elles ont déjà beaucoup de difficultés, et le fontainier Michel Leroy fait un rapport aux Autorités municipales pour faire part de la situation préoccupante et limiter ce type d'accès. Ainsi en 1665, l'attribution de tels privilèges ne sera accordée qu'à « quelques personnes relevées au-dessus du commun » avec droit de suspension à tout moment. Quelques personnalités, mais surtout les hôpitaux, l'archevêché, ou l'intendance sont par exemple concernés. D'autres autorisations étaient acceptées aux abords des fontaines ayant régulièrement des trop-pleins. Celles-ci n'ayant pas de robinet, l'eau coulait parfois à perte. Ainsi, une douzaine de raccordements sont délivrés, dont de nouveau au palais Granvelle profitant cette fois de la fontaine de l'Hôtel de Ville. Tous les filets d'eau, sans exception pour les particuliers, ont été supprimés lors de la Révolution française.

### L'expansion du réseau

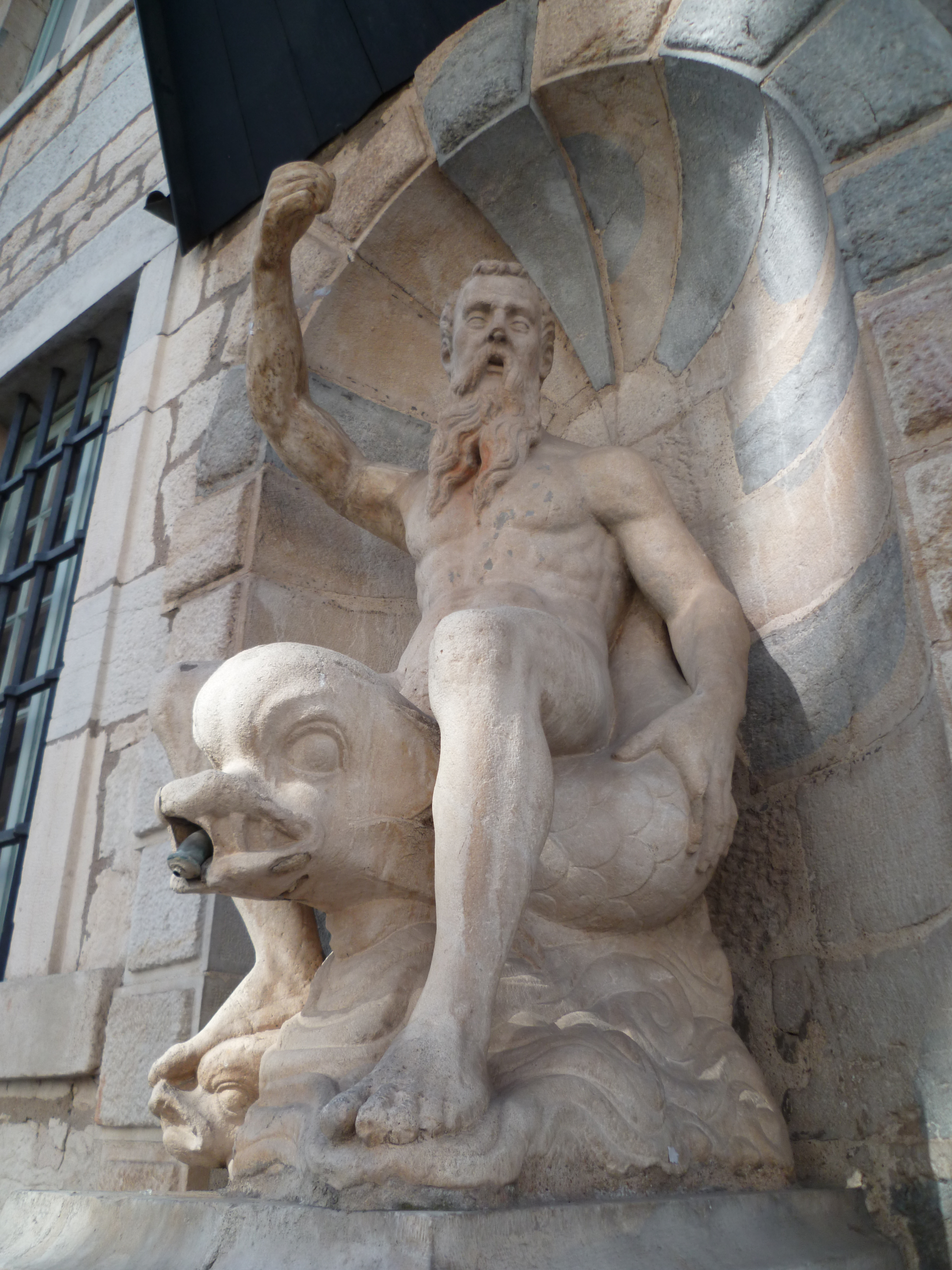
La fontaine des Carmes, plus ancienne du type encore en activité. Détail de la statue: Neptune chevauchant un dauphin.

Au milieu du XVIe siècle et malgré la bonne volonté de la Municipalité, les deux fontaines de la Boucle se révèlent vite insuffisantes pour répondre à l'ensemble des besoins. Un nouveau projet pour l'implantation de seize fontaines voit le jour en 1557, sous l'égide de « Francisque Dantre, homme du pays de Savoye, inventeur et conducteur de fontaines, expérimenté en tous lieux de Montbéliard, Clerval et prieuré de Chault. » Le Magistrat accepte sans tarder la proposition, et décide de mettre immédiatement en place une structure au marché aux Poissons — actuelle place de la Révolution. C'est alors que les sources de Bregille sont privilégiées, plus proches, donc plus faciles d'accès et surtout plus abondantes que les sources de Fontaine-Argent. L'idée est envisagée dès le XVe siècle, mais étant donné que le site appartient au clergé il faut l'autorisation de l'archevêque, que la ville n'obtient qu'au cours du XVIe siècle après de longs pourparlers,. Les sources de la Douin et du Moine sont captées, et passant par les deux portes du quartier elles relient par deux canaux distincts la fontaine de la place Battant. À partir de cette fontaine, un seul tuyau dessert le reste des structures de la ville, supprimant le réseau de Fontaine-Argent. Les travaux débutèrent au cours de l'année 1559, et le projet opérationnel le 22 mai 1559. À cette période, les modestes structures en pierre sont embellies. Un mécène offre de décorer à ses frais la fontaine du Pilori en 1555, ce qui donne l'impulsion au Magistrat de donner une dimension ornementale aux autres points de la cité. Le sculpteur Claude Lullier se voit confier la décoration des autres fontaines : celle de la Poissonnerie en 1564 avec la mise en place d'une « effigie de pierre en forme d'ung monstre marin », celle de l'Hôtel de ville en 1566 en la dotant d'un buste à la gloire de Charles Quint aujourd'hui disparu, celle des Carmes, doyenne des fontaines, la même année avec une représentation de Neptune assis sur un dauphin, ou encore la statue de Bacchus en 1579 aujourd'hui conservée au Musée des beaux-arts et d'archéologie de Besançon. Ces fontaines et les suivantes furent au cours des siècles, déplacées de quelques mètres, remaniées, reconstruites, mais rarement démolies. On note que la plupart d'entre elles ont été l'objet de vols, surtout lorsque les décors étaient faits de métal. Malgré les projets initiaux ambitieux, la source de Bregille ne permet que l'implantation de la fontaine aux Poissons et la réutilisation des Carmes. L'utilisation des tuyaux en bois, dont l'étanchéité des joints en fer n'est pas satisfaisante, et la vétusté du réseau vieillissant, provoque des problèmes constants de régularité.
Au XVIIe siècle le réseau est déjà centenaire et à bout de souffle, les réparations répétées ne parvenant plus à contenir les fuites. Aussi, le siège de la ville par Louis XIV en 1674 et la construction de remparts affaiblissent les structures et font tarir les fontaines. Enfin, les passants dégradent régulièrement les tuyaux en les perçant, en plus des périodes de sécheresses ne permettant qu'un approvisionnement faible dans le meilleur des cas,. C'est donc tout le système qui est à refaire. Il faut protéger les conduites. La construction du second pont de la ville, celui de Bregille en 1689, permet d'entreprendre une installation bien plus résistante. Le charron Bailly de Pontarlier est appelé par la ville à partir de 1690, pour réaliser une grande conduite passant par le nouveau pont. Elle sera effective en 1698, raccourcissant significativement le trajet et donc les pertes pour la boucle qui se trouve à présent directement reliée. Mais Battant désormais au bout du réseau est parfois à sec. Avec cette émergence du nouveau réseau, la ville se dote de nouvelles fontaines : au couvent des Clarisses rue Mégevand, contre le couvent des Bénédictines place Jean-Cornet, ainsi qu'une sur la façade principale du collège Victor-Hugo et une autre rue Ronchaux dont le débit n'assure pas la restitution d'eau pour les deux dernières. Afin d'améliorer encore son réseau, la ville envisage en 1719 de remplacer le réseau par des tuyaux en fer, et demande conseil aux administrations de la ville de Lausanne par une lettre où elle demande si le fer ne pose pas de problèmes particuliers à cet usage. La cité suisse transmet alors un mémoire à la capitale comtoise, précisant que l'expérience n'a pas été concluante. Les Autorités décident de changer les bournels par de la fonte en 1724. Celle-ci est bien plus étanche, même si des inconvénients notables sont à relever, comme l'épaisseur irrégulière, le fait que la structure soit cassante, et son poids nécessitant des tuyaux plus courts dont un usage de plus de joints eux-mêmes parfois peu fiables. Enfin, la distribution d'eau reste soumise à de nombreux facteurs pouvant couper sa distribution : climatiques d'abord avec bien sûr les sécheresses mais aussi les gelées, financiers lorsque les moyens sont alors insuffisants pour assurer les grosses réparations, et même matériels lorsque par exemple le pont de Bregille et sa canalisation furent détruits en 1778, ne laissant d'autre choix à la population que les puits publics ou privés et la mise en place de canalisations provisoires.
Le retraitement des eaux usées ne trouve pas de réponse, même si l'architecte Claude Joseph Alexandre Bertrand propose d'utiliser le trop plein de certaines fontaines pour alimenter un réseau d'égouts en 1769, préconisation qui ne fut pas suivie. Celles-ci sont alors toujours déversées dans la rivière, dans des puits perdus, des rigoles, ou en pleine rue avec d'autres immondices. Alors que la Municipalité pense à rétablir l'aqueduc d'Arcier mais ne trouve pas finance, elle formule des interdictions pour se servir au mieux de l'eau : il est ainsi prohibé de jeter ses ordures et de laver son linge dans les fontaines, ou de percer les conduites d'eau. Les dégradations sont monnaie courante, des habitants essayant de se servir au plus près de chez eux, ce qui oblige l'aménagement de protections supplémentaires. À la veille de la Révolution, l'approvisionnement reste très préoccupant puisque la population a doublé, passant de 15 à plus de 30 000 personnes, alors que seules 13 fontaines et quelques puits publics existent. Seules deux nouvelles fontaines voient en effet le jour, une rue de Saint-Paul en 1793, et une ruelle Baron en 1796, ajoutées aux dix autres structures déjà existantes dont la fontaine de l'État-major - aujourd'hui place Jean-Cornet - réalisée en 1736 par Charles-Joseph Foresse et inaugurée en 1739. Aussi on note à la fin du XVIIIe siècle la construction d'une fontaine à Bregille, chemin du fort de Bregille. Le Premier Empire ne voit pas la situation s'améliorer non plus, repoussant la reconstruction du pont de Bregille avec des fondations en pierre à 1834-1837. On note au total quatorze fontaines et points d'eau en 1837 mais cela ne suffit encore pas, et la Municipalité n’a d’autre choix que de rétablir l’aqueduc de Besançon-Arcier pour répondre à la demande. Il faut attendre le milieu du XIXe siècle afin que ce projet soit effectif, apportant un rétablissement significatif à l’alimentation en eau de l’ensemble des structures de distribution.

### La reconversion

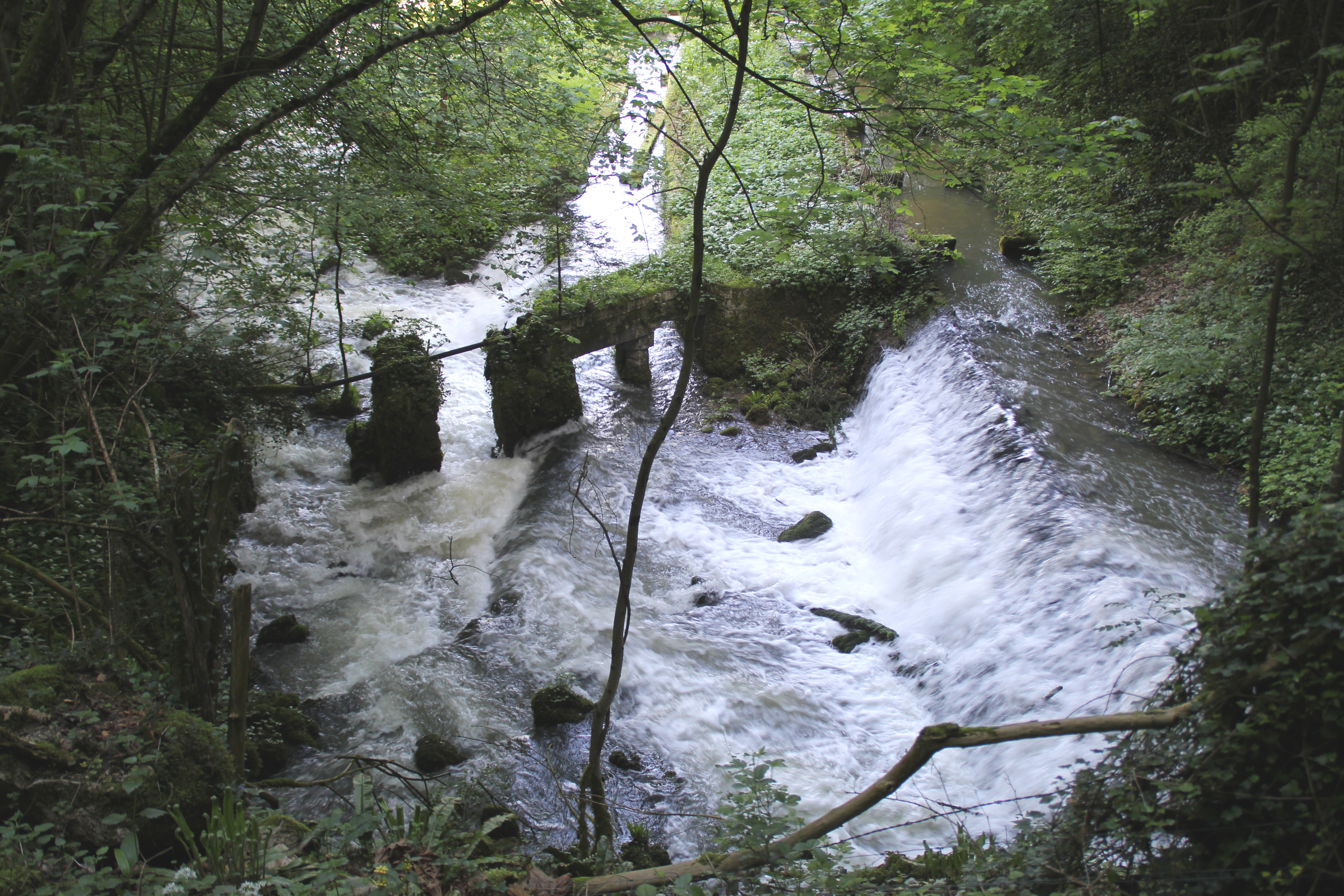
Les sources d’Arcier, du passé au présent.

Les années 1860 voient un bouleversement dans les méthodes d'alimentation en eau, avec d'abord le rétablissement de l'aqueduc d'Arcier, et surtout la généralisation de l'approvisionnement individuel. C'est premièrement la réhabilitation de l'aqueduc enfin terminée en 1854, qui fait naître un réel changement. Après de nombreuses tentatives ayant toutes échoué, le Second Empire est propice à la réalisation de grands projets, et à la suite d'études, de l'expropriation d'ayants-droits, et de travaux de rénovation, la mise en service commence dès 1855. L'ensemble de la population est desservie par une partie des sources d'Arcier, avant que la ville ne s'en approprie l'entière exclusivité en 1860 afin de répondre avec certitude aux besoins. La distribution se fait alors depuis un réservoir situé en contrebas de la citadelle de Vauban, qui envoie l'eau par deux grandes canalisations, la rue des Granges et la rue Mégevand alimentant les autres rues par des voies secondaires, avant de se rejoindre au pont Battant pour aboutir au réservoir du fort Griffon. Les fontaines sont encore bien évidemment approvisionnées, mais peu à peu la ville en limite le nombre afin d'encourager les administrés à s'alimenter par des bornes individuelles, consistant le plus souvent en un robinet situé à l'entrée de l'immeuble ou au rez-de-chaussée de la maison. En 1878, déjà plus de 40 % des habitants de la Boucle sont abonnés à ce système, qui est alors en pleine expansion et de plus en plus accessible notamment en banlieue. Malgré un arrêt progressif de leur vocation d'approvisionnement, c'est donc une reconversion qui attend l'ensemble des fontaines devant la modernisation des réseaux d'approvisionnement en eau, leur donnant cependant un nouvel intérêt. Les constructions fleurissent à partir des années 1840-1850, à la fois pour la transition avec le réseau individuel pas encore tout à fait achevée, mais surtout pour l'esthétisme,,.
Ainsi sont reconstruites les fontaines de la place Marulaz en 1854 et Jean-Cornet en 1900, et apparaissent les fontaines de Chamars en 1855, la cascade Granvelle en 1860, la fontaine Wallace en 1884, la fontaine à tête de Lion rue Bersot et la cascade du parc Micaud en 1844, la fontaine de Diane square Saint-Amour en 1864, la Fontaine Saint-Jean attenante au réservoir en 1854, la fontaine de la place Flore en 1884 et disparue en 1950, la fontaine des Époisses en 1874, la fontaine des eaux d'Arcier place de la Révolution en 1854, ainsi que probablement à cette époque la fontaine de Velotte et celles de Rivotte et du parc Cusenier. En même temps disparaissent la fontaine du Pilori à la fin du siècle, la fontaine de la rue du Baron en 1838, et la fontaine de la rue Saint-Paul en 1844. Dès le début du XXe siècle, l'édification est uniquement décorative à l'exception de la fontaine dite Billecul en 1911 située près du pont de la République et aujourd'hui disparue, mais la fontaine de la Gare d'eau en 1975, la fontaine place Pasteur en 1978 et disparue en 2007, le bassin-fontaine place du Huit-Septembre en 1992, le bassin Hilaire de Chardonnet situé près du pont de la République en 1931, le Minotaure en 1993, la fontaine de la Mairie en 1975, le Delta du Doubs près du tunnel de la citadelle en 2000, ne dérogent pas à la règle. C'est aujourd'hui le service des eaux de la ville de Besançon qui gère l'ensemble du réseau. Une personne est en permanence engagée pour l'entretien des fontaines : enlèvement des détritus et feuilles mortes, surveillance du bon fonctionnement des installations motrices, traitements divers notamment pour le pH, ou les réparations occasionnelles. Presque toutes fonctionnent en circuit fermé, comme celles place de la Révolution, place du Huit-Septembre, ou place Bacchus, et consomment désormais un faible débit, et onze sont potables. Les fontaines de Besançon agrémentent le paysage et font partie intégrante de l'urbanisme historique de la ville ; leur nombre et la topographie du site font souvent comparer la capitale comtoise à Rome. Un reportage a été diffusé sur le sujet le 22 aout 1987 et des visites guidées sur ce thème sont occasionnellement proposées par l'office du tourisme,.

## Les fontaines
La liste détaillée suivante présente les principales fontaines passées et actuelles ; en sont généralement exclus les éléments disparus ayant une importance secondaire et ceux encore présents n'étant que de simples robinets et bornes comptabilisant près d'une trentaine de points, de même que les dizaines de réalisations privées On compte ainsi au total vingt-deux fontaines pleinement destinées à cette fin et en fonctionnement à Besançon, dont huit historiques, dix contemporaines, et quatre modernes, auxquels peuvent s'ajouter bassins, lavoirs, et autres fontaines Wallace. Ce nombre, pour une ville moyenne de Province, fait de Besançon une cité plutôt bien pourvue.

### Disparues

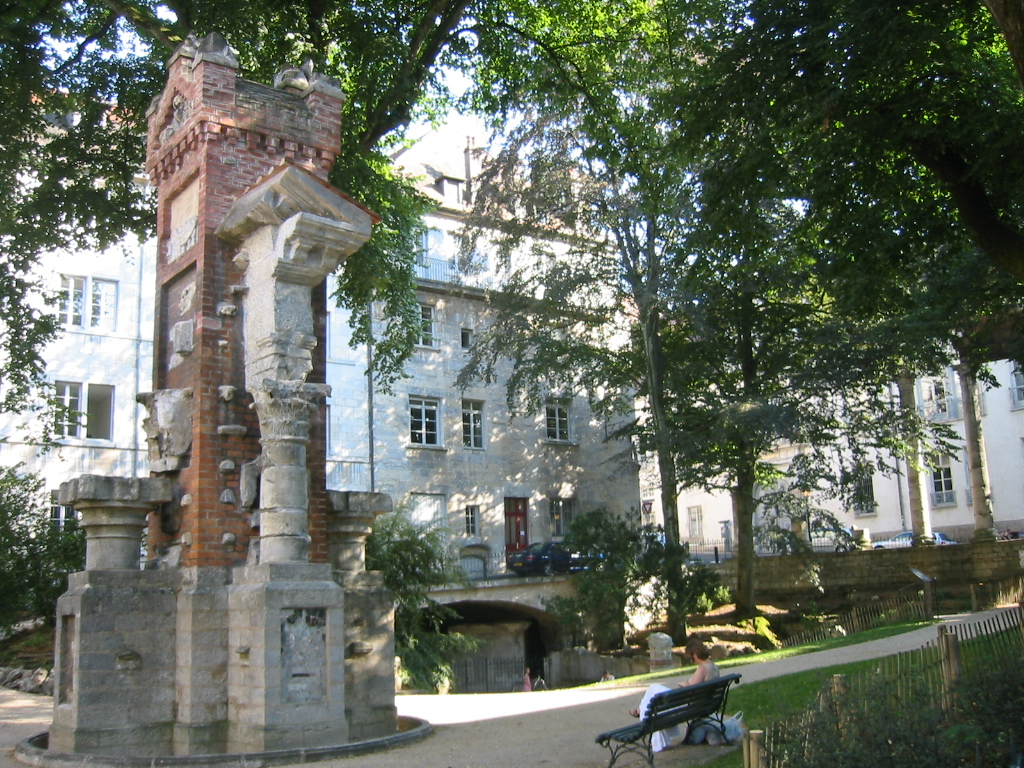
Le square Castan.

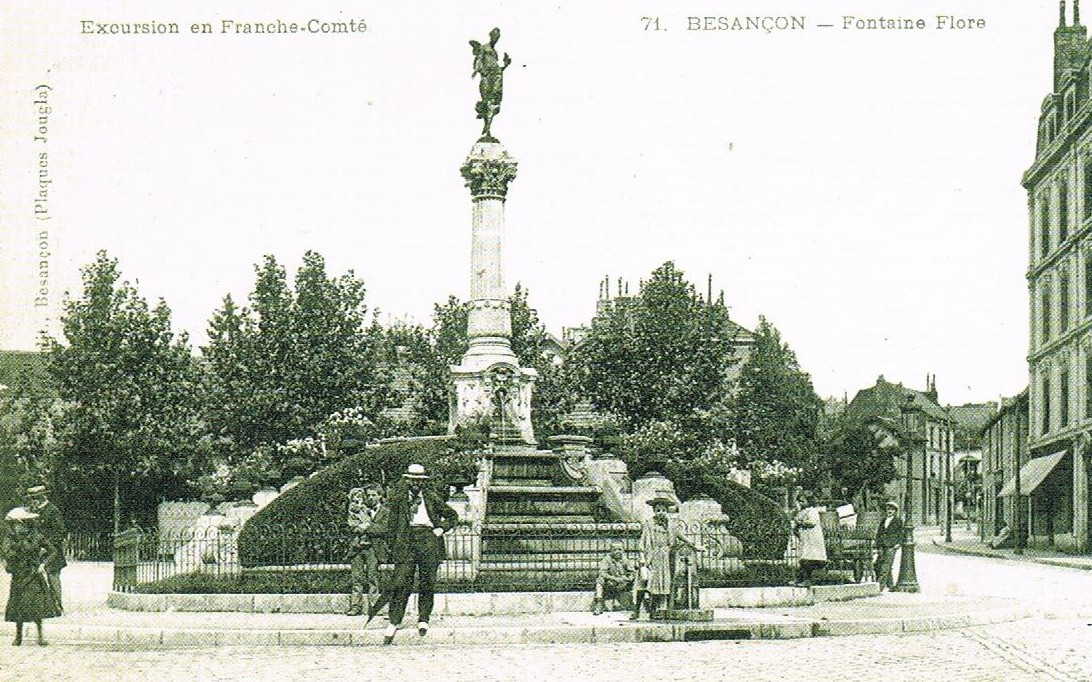
L'ancienne fontaine place Flore.

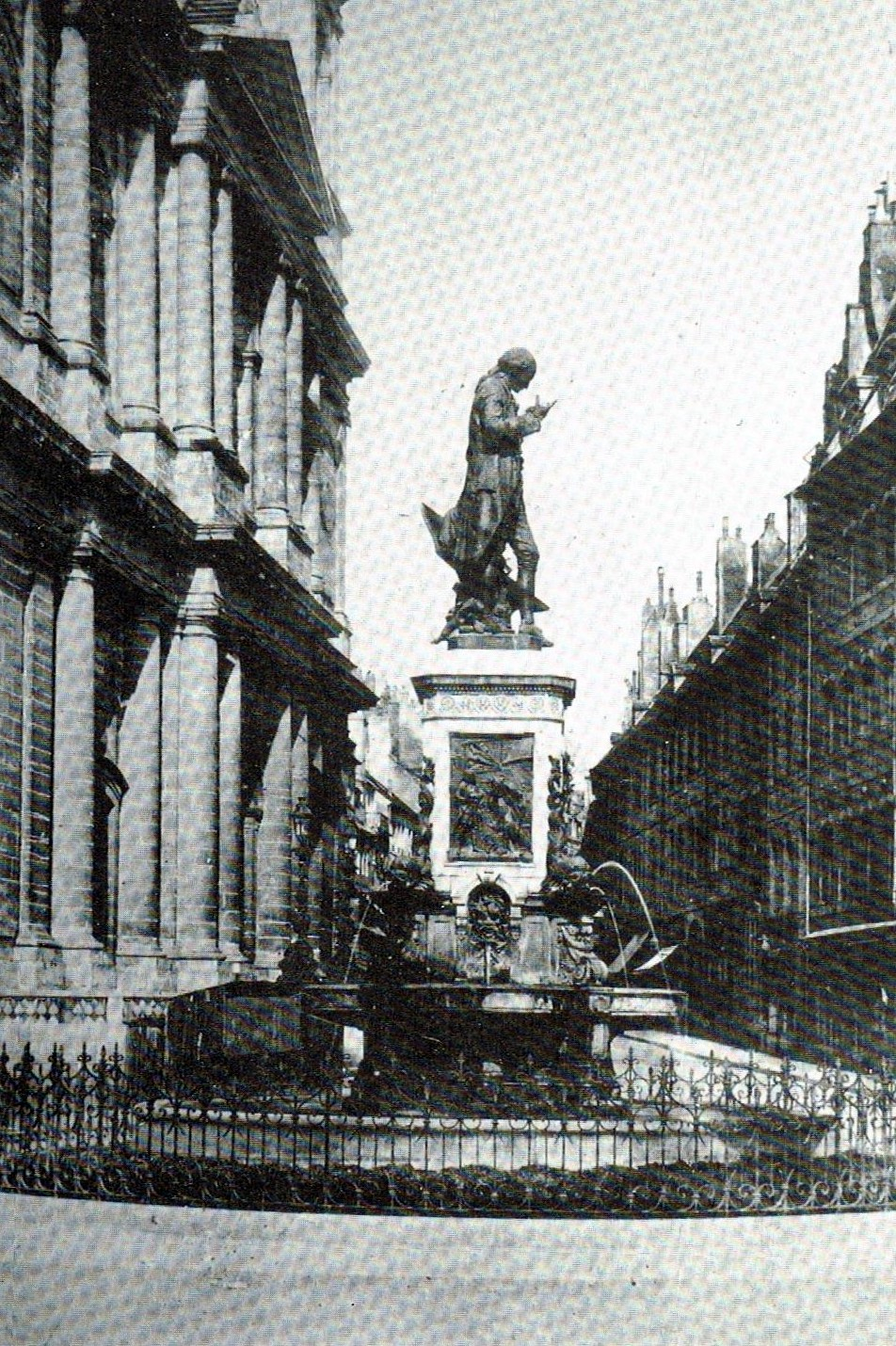
L'ancienne fontaine de la Madeleine.

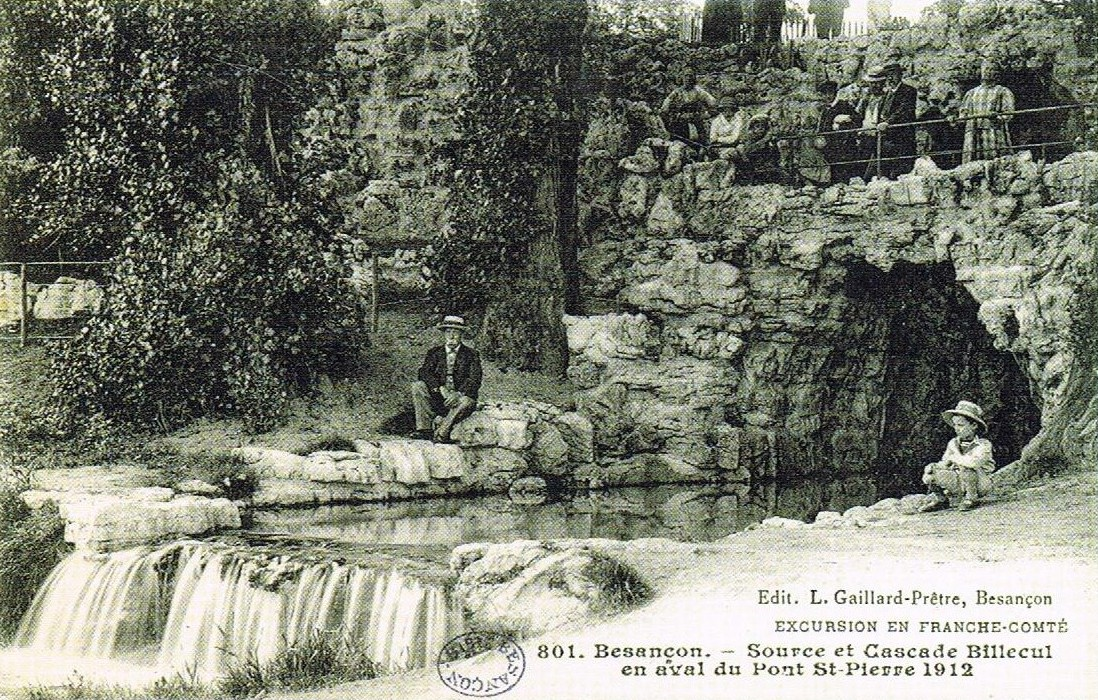
L'ancienne source Billecul.

- Square Castan et bassin Saint-Jean, square Castan (la Boucle).

Il s'agit d'un ensemble de vestiges archéologiques, découvert par Auguste Castan en 1870. Parmi ceux-ci, les vestiges du bassin de distribution des eaux de l'aqueduc de Besançon-Arcier. C'est alors une large cuve en pierre de taille cimentée comprenant trois à quatre étages. Le réseau est détruit pendant les invasions Barbares au Ve siècle, ayant pour conséquence un abandon du site probablement durant cette période. Il est réaménagé en espace vert avec jardin à l'anglaise au XIXe siècle. Le square fait l’objet d’un classement au titre des monuments historiques depuis le 12 juillet 1886. Quant au bassin Saint-Jean, il s'agissait d'une structure annexe recevant les eaux du square Castan afin de les distribuer dans le reste de la ville.
- Fontaines de la place du Pilori, des Arènes et de Charmont.

La fontaine de la place du Pilori comportait un cippe avec l'inscription « Imp. Cas. Avg. M. Avrl. Antonino Et. L. Avr. Vero Cives. Ve. » Elle pourrait donc être liée à l'aqueduc de Besançon, puisque l'inspiration votive des citoyens de la ville évoque le gendre de Marc Aurèle, soit parce qu'il est associé à l'Empire, soit pour avoir participé à la mise en place de l'aqueduc avec Jules César. Une colonne découverte à proximité de la fontaine, de style et époque correspondant à la porte Noire elle-même apparemment dédiée à Aurèle, marquait la limite de distribution des eaux. Gardée à l'église Sainte-Madeleine, celle-ci disparu au XVIIIe siècle après avoir été mise dans les gravats lorsque le bâtiment fut reconstruit. Le musée du Temps détient actuellement (2018), l'élément central de cette fontaine. En bronze et marbre, il est attribué à Hugues Sambin.
- Fontaine du Pont.

Il existait la fontaine dite du Pont, dont la localisation est très probablement à proximité du pont Battant étant donné que c'est la seule structure de ce type à cette époque. Elle est mentionnée en 1618 comme une fontaine décorée de trois aigles en référence à trois quartiers de la ville se rejoignant à cet endroit. Elle a aujourd'hui disparu.
- Fontaine et lavoir de Bregille, chemin du fort de Bregille (Bregille).

C'est le 17 juillet 1786 que le sieur Klein, qui était alors brasseur à Bregille, demande l'autorisation pour la construction d'une fontaine adjacente à sa maison mais ouverte à tous, qu'il alimenterait avec l'une des sources basses, la Mare d'Or. Dessinée par Bertrand, elle était composée d'une série de roches de taille superposées desquelles s'écoulait un jet d'eau, donnant un aspect naturel. La brasserie du propriétaire ainsi que la décoration de la fontaine furent détruits lors du siège de 1814, pendant le conflit entre Napoléon 1er et l'Autriche. Ne restait alors que le filet d'eau, aujourd'hui disparu.
- Fontaine de la place Flore, place Flore[14] (Chaprais).

La fontaine a été construite en 1884 pour accueillir la statue de Flore. Mais la première disparut lorsque l'œuvre de Just Becquet est déplacée sur la place des Tilleuls à Palente en 1950 du fait d'un réaménagement de la place, avant que la seconde ne retrouve seule son emplacement d'origine en 1999. Avec les travaux du tramway, la déesse repart de nouveau en 2012 pour être restaurée à Ornans mais remise lors de la mise en circulation du tramway le 18 décembre 2013 place de la Liberté,.
- Fontaine de la Madeleine, église Sainte-Madeleine[8] (Battant).

C'était une structure construite par Saint-Ginest en 1884. Son soubassement consistait en un énorme massif d'où partaient trois filets d'eau. Au centre était établie une gaine en bronze à triples formes de la Renaissance finement sculptée, d'où une harmonieuse coquille en marbre laisse tomber l'eau. Elle servit de piédestal pour la consécration de la statue du Marquis Jouffroy d'Abbans, œuvre fondue à Paris par le sculpteur comtois Charles Gauthier, et inaugurée le 17 août 1884 en présence de Félix Faure et Ferdinand de Lesseps. Celle-ci représentait le marquis debout et songeur, tenant un compas dans la main gauche à la maquette de son bateau. Le socle était orné de bas-reliefs en bronze représentant l'histoire de la découverte du bateau à Vapeur. À la base, quatre niches abritaient des mascarons également en bronze, d'où l'eau s'écoulait dans quatre vasques. Enfin, elles étaient elles-mêmes soutenues par des colonnes en pierre rouge, afin de déverser le contenu dans le grand bassin terminal. La statue est fondue durant la Seconde Guerre mondiale. Elle sera remplacée, en 1946 par une œuvre de Jean Jegou, transférée en 1951 avenue d'Helvétie.
La fontaine sera ensuite déconstruite.
- Fontaine Billecul, pont de la République, avenue d’Helvétie[14] (la Boucle).

La fontaine de Billecul a été créée en 1911, alors que la source était utilisée depuis 1802. Lors du réaménagement de l'avenue d'Helvetie en 1907, la Municipalité entreprend la suppression du site. Mais devant le mécontentement des habitants, il est finalement préservé en une petite cascade. Néanmoins la source est scellée en 1980 avec une réfection des voiries.
- Fontaine place Pasteur, place Pasteur (la Boucle).

Cette sculpture-fontaine de Voitot avait été aménagée en 1978. Elle a été démontée pour ouvrir l'espace en 2007.

### Historiques

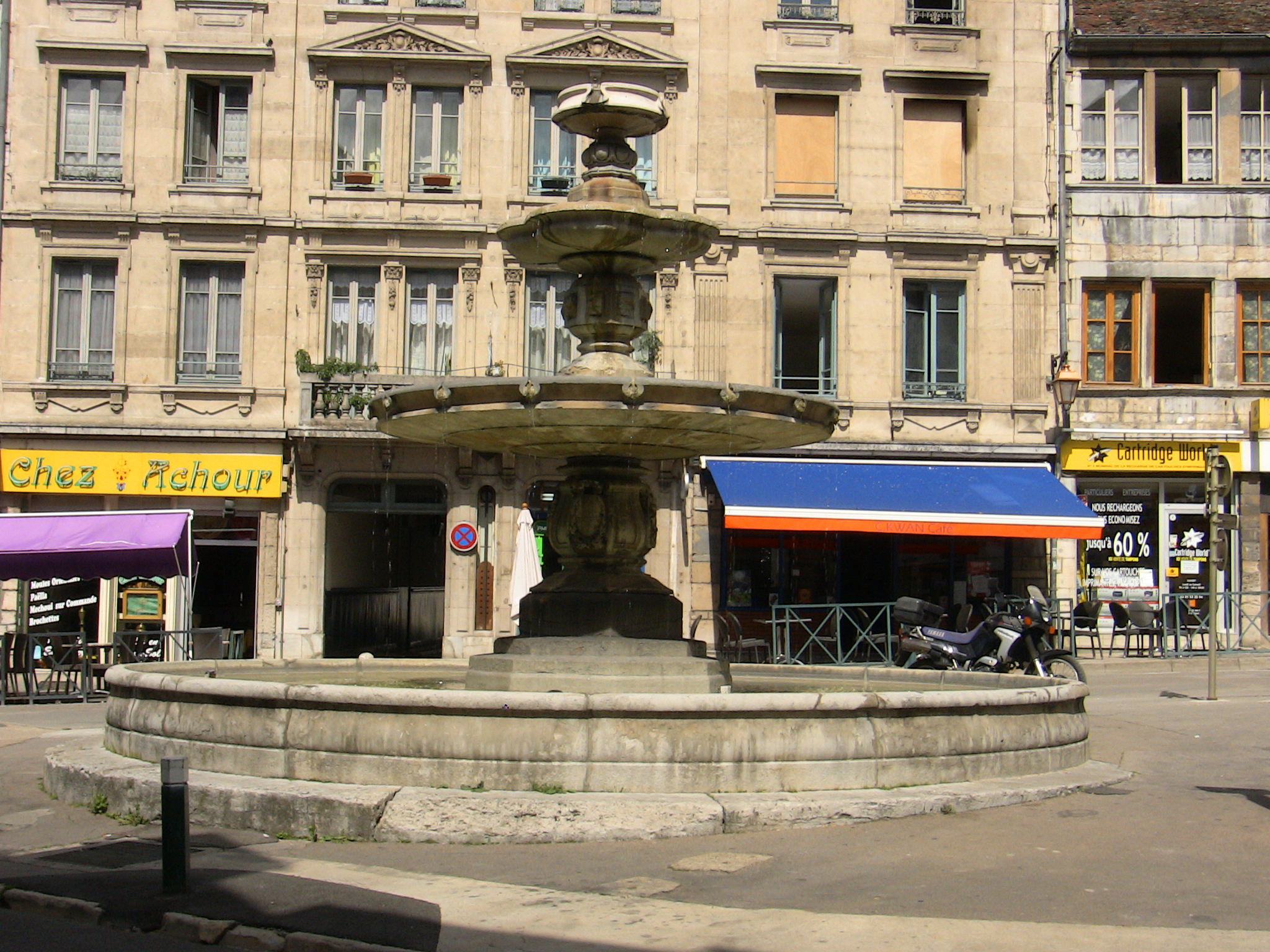
La fontaine Bacchus.

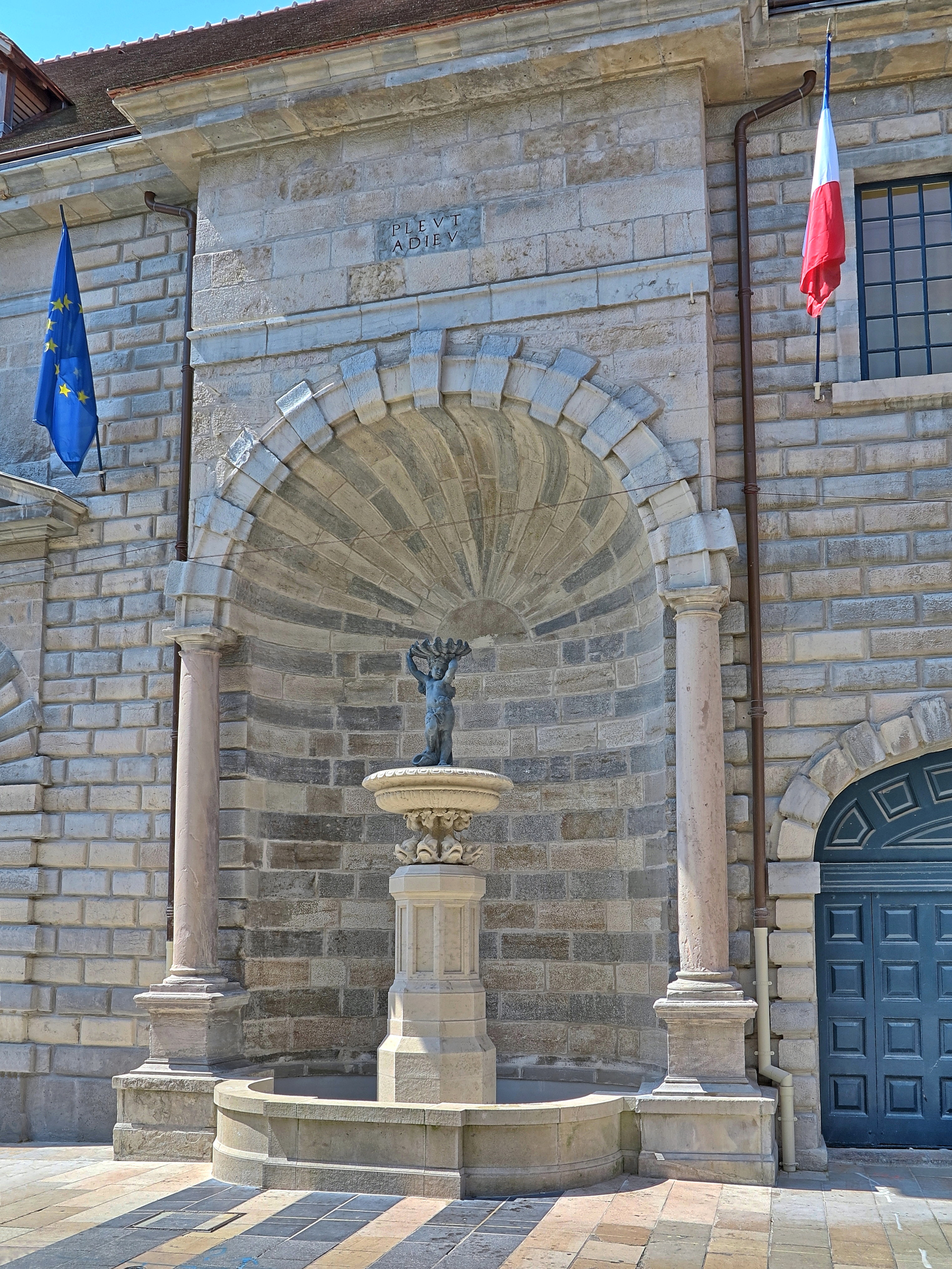
La fontaine de l'hôtel de ville après la restauration de 2021.

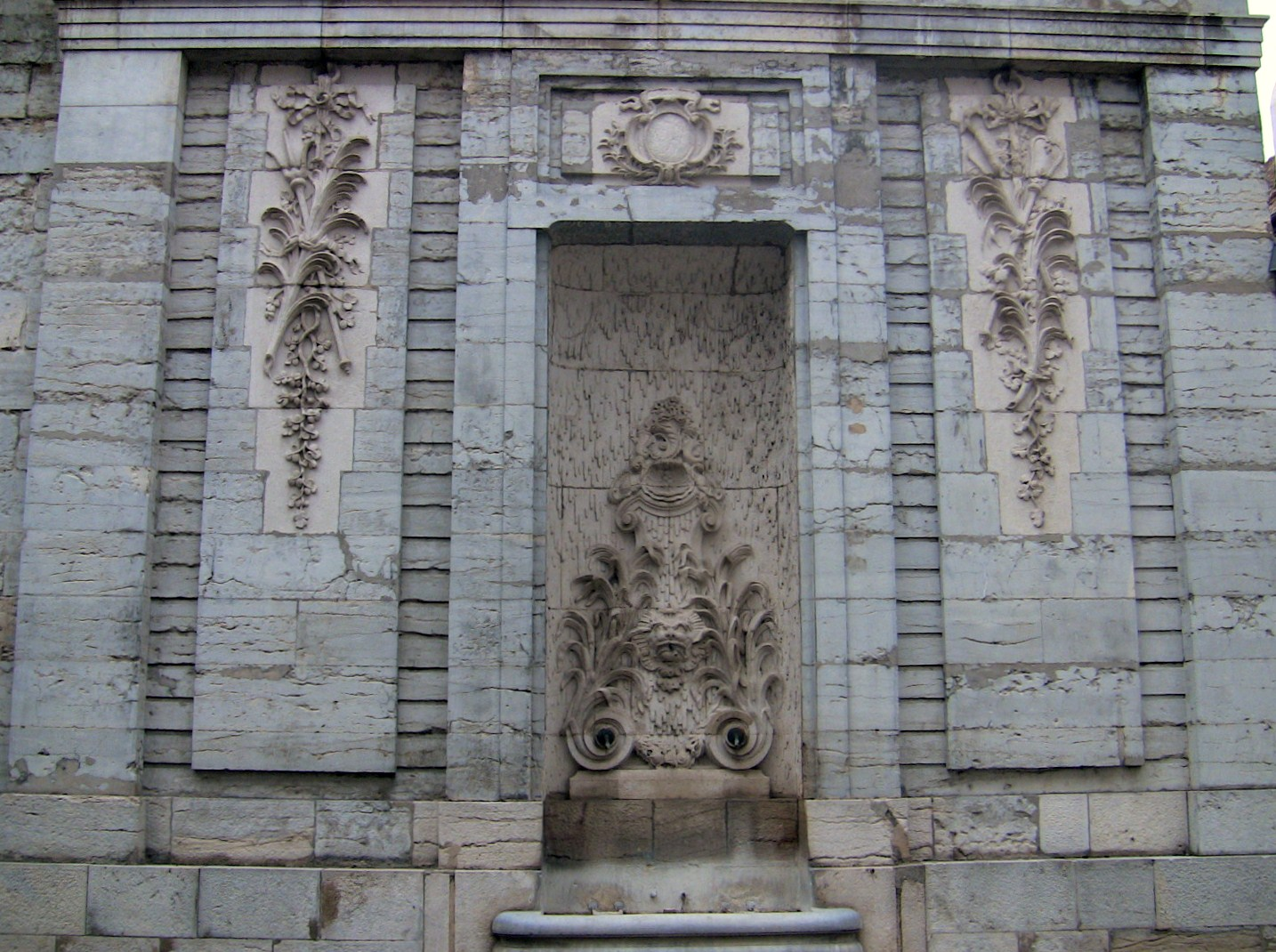
La fontaine des Clarisses.

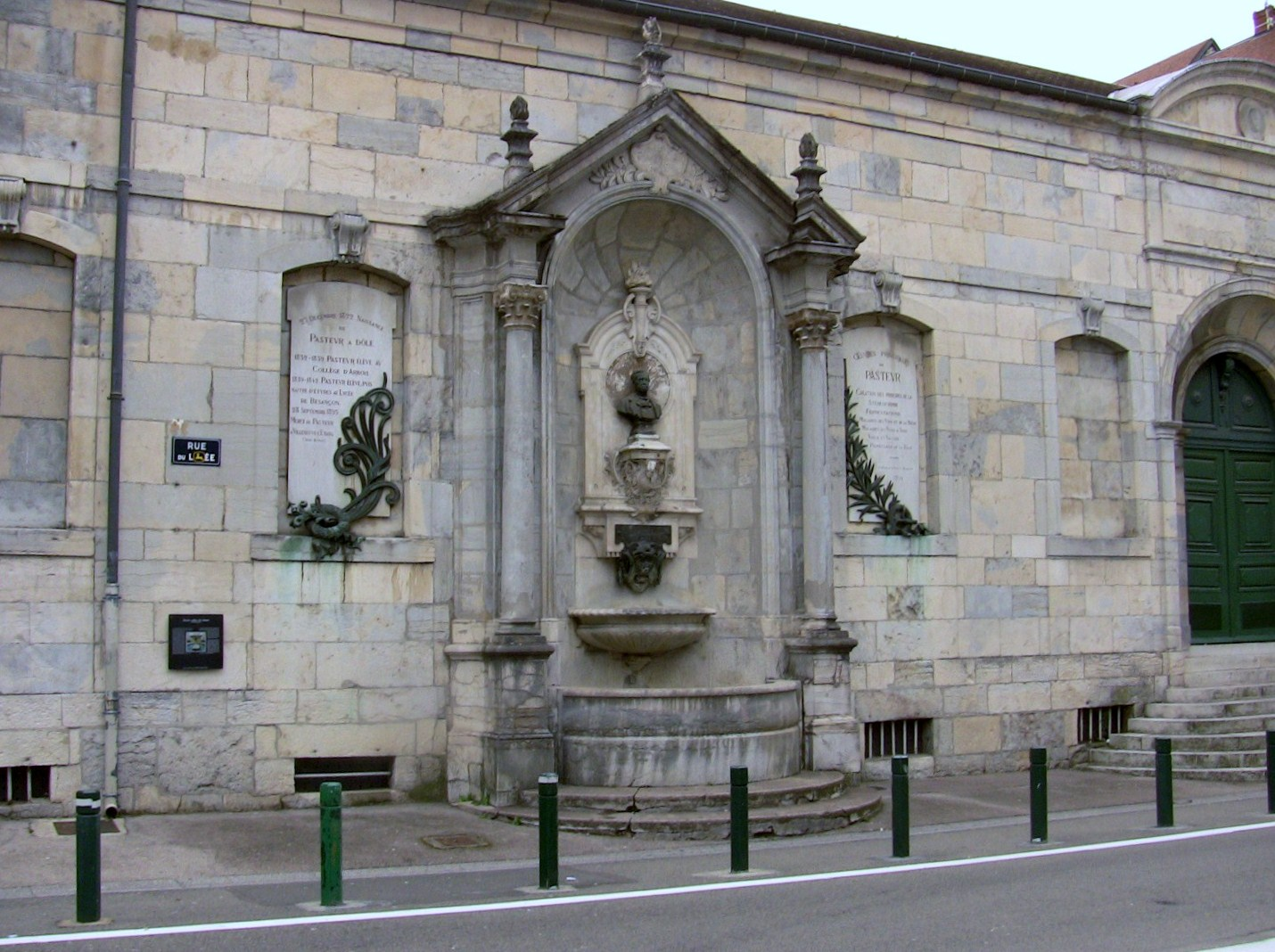
La fontaine du Collège.

- Fontaine des Carmes, 88 Grande-rue[39],[40](la Boucle).

La fontaine des Carmes a été réalisée au cours du XVIe siècle, ce qui en fait la plus ancienne de la cité et la dernière des structures primitives. Il s'agit d'une niche comprenant une statue qui représente Neptune chevauchant un dauphin et armé de son trident, œuvre réalisée par Claude Lullier entre 1564 et 1566, qui se serait inspiré du duc d'Albe. De nos jours le trident de Neptune a disparu, et son bras droit a été entièrement refait après avoir été vandalisé à plusieurs reprises,. La fontaine et la façade de l'immeuble attenante font l’objet d’un classement au titre des monuments historiques depuis le 11 novembre 1922.
- Fontaine Saint-Quentin, place Victor Hugo (la Boucle).

Une structure de distribution aurait existé vers 70, alimentée par un réseau entre le bassin du square Castan, un réservoir annexe à proximité de la cathédrale Saint-Jean, et la Tour Saint-Quentin au numéro 128-130 de la Grande rue. Une première fontaine y fut établie durant le XVIe siècle, son emplacement d'origine étant au même endroit, et fut ornée d'une nymphe en marbre rouge de Sampans de Claude Lullier en 1579. Elle fut déplacée en 1698, et redressée sur les plans de Philippe Boisson mais on ne retrouva pas sa statue qui avait été remisée. L'actuelle sculpture est une œuvre contemporaine de Jens Boettcher intitulée la Source, qui est un buste de femme enceinte dépourvue de visage et de bras, mis en place en 1997.
- Fontaine Bacchus, place Bacchus (Battant).

La fontaine est construite au cours du XVIe siècle et ornée d'une statue de Bacchus par Claude Lullier en 1579, afin de rappeler la connotation vigneronne du secteur. Après plusieurs déplacements de la fontaine la statue est endommagée, finissant par disparaître. Il ne reste plus que son buste en pierre mutilé, sans bras ni tête, actuellement conservé au Musée des beaux-arts et d'archéologie de Besançon. La structure est reconstruite au XIXe siècle probablement par l'architecte Alphonse Delacroix,, lui donnant un système de vasques sur une hauteur d'environ cinq mètres, l'eau s'écoulant de l'une à l'autre aujourd'hui en circuit fermé.
- Fontaine de l'hôtel de ville, dite fontaine Charles Quint, Hôtel de ville- place du Huit-Septembre (la Boucle).

Une fontaine publique existait déjà en 1541, mais avec la construction du bâtiment elle est modifiée en 1566 en une niche sur la façade droite, sur instructions du Magistrat de la cité et inaugurée le 22 août de cette année. Elle comportait une statue de bronze représentant Charles Quint, chevauchant un aigle à deux têtes. Cette statue disparut en 1792 car fondue avec les cloches de la ville pendant la période post révolutionnaire. Une nouvelle structure est créée en 1854, c'était alors un bassin d'où s'élevait un piédestal octogonal comprenant des dauphins soutenant une vasque, avec un génie au centre portant une coquille sur la tête, d'où l'eau s'écoulait. L'ensemble fut supprimé au début du XXe siècle car la vasque gênait le passage du tramway, puis remplacé par un jet d'eau en 1975.
Un bassin moderne a été ajouté à cette époque plus en avant de la place du Huit-Septembre. Régulièrement décrié par les commerçants locaux souhaitant sa disparition pour augmenter leurs terrasses, le bassin "Vauban" a été supprimé au printemps 2019.
En juin 2021, un "enfant à la coquille" a été installé dans la niche du bâtiment, en remplacement du modèle de 1854. Très proche de celui-ci et de meilleure facture, il provient de la fonderie Durenne à Sommevoire ( Haute-Marne), et est l'œuvre de Albert-Ernest Carrier-Belleuse.
- Fontaine des Clarisses, ancien couvent des Clarisses - 4 rue Mégevand (la Boucle).

Elle fut réalisée en 1698 en pierre calcaire de deux teintes, après autorisation accordée aux sœurs par la Municipalité malgré de fortes tensions entre les deux groupes. Au centre, il y a une niche carrée comportant un masque de lion égyptien d'où l'eau jaillit dans le bassin. Il est supporté par des consoles et des touffes de roseaux, que surmonte une corne d'abondance. La fontaine comporte deux bas-reliefs qui l'encadrent : à gauche une représentation du trident de Neptune et du palmier de patience, et à droite ce même palmier ainsi qu'un sceptre religieux orné d’une croix,. Le tout est terminé par un entablement simple d'ordre dorique. La fontaine a été déplacée et reconstruite telle-quelle par Charles-François Longin en 1755. Elle est encore intacte, ce qui en fait l'une des structures françaises de ce type les mieux conservées pour cette époque. Elle fait d'ailleurs l’objet d’une inscription au titre des monuments historiques depuis le 22 juillet 1935.
- Fontaine du Collège, Collège Victor-Hugo - 8 rue du Lycée (la Boucle).

La fontaine du Collège fut édifiée en 1732 par Claude Baron contre le mur du collège des Jésuites, composée d'une niche centrale nue au centre de deux colonnettes. Elle fut dotée d'un buste de Louis Pasteur datant de 1899, rappelant le passage du célèbre élève puis professeur dans l'établissement. Celui-ci fut inauguré le 17 aout 1902, juste après la révélation de la statue de Victor Hugo place Granvelle pour le centenaire de la naissance de l'écrivain, en présence de 800 personnes.
- Fontaine du Doubs, angle de la rue Ronchaux et de la rue Mégevand[57],[40] (la Boucle).

Son édification commence en 1747 et se termine en 1751, par le sculpteur Jacques Perette selon les plans de Charles-François Longin, à partir d'une maquette de François Devosge et sous l'entreprise de Joseph Nodier, grand-père de Charles Nodier. Il s'agit d'une façade ornée de bossages vermiculés créant l'encadrement d'une niche, et contenant une statue de Neptune représentant le Doubs. Sa main droite détient une rame, attribut de la navigation, tandis que son bras gauche repose sur l'urne qui verse l'eau dans le bassin. La corniche est couronnée par la gravure d'un vase d'où s'échappent deux branches de lys soutenues par un ange de chaque côté. La partie supérieure de cette décoration aboutit en un attique qui lui sert d'appui. La fontaine a été récemment restaurée avec minutie. Elle fait l’objet d’un classement au titre des monuments historiques depuis le 16 août 1921.
- Fontaine des Dames, Préfecture du Doubs - 8 rue Charles Nodier (la Boucle).

Les plans de la fontaine des Dames furent réalisés par l'architecte Claude Joseph Alexandre Bertrand. Elle a été sculptée en 1785 par Luc Breton,. Il s'agit d'un cadre comportant une sculpture représentant deux dauphins entrelacés supportant un coquillage sur lequel trône une sirène en bronze,. La partie supérieure se termine par un entablement dorique, orné de triglyphes et d'une table de marbre où est inscrite la date de construction MDCCLXXXV. Ce même entablement supporte un écusson encadré par un cartouche gracieusement contourné et surmonté d'une couronne de lauriers. La sirène est une œuvre de Claude Lullier réalisée au cours du XVIe siècle. Elle était située dans la cour du palais Granvelle. De fins jets d'eau s'échappent de ses glandes mammaires. Mais il s'agit maintenant d'une copie, l'original étant conservé au musée du Temps. Le nom de la fontaine vient de l'ancienne chapelle de l'Immaculée-Conception qui se trouvait à cet endroit. La fontaine fait l’objet d’un classement au titre des monuments historiques depuis le 16 août 1921.

### Contemporaines

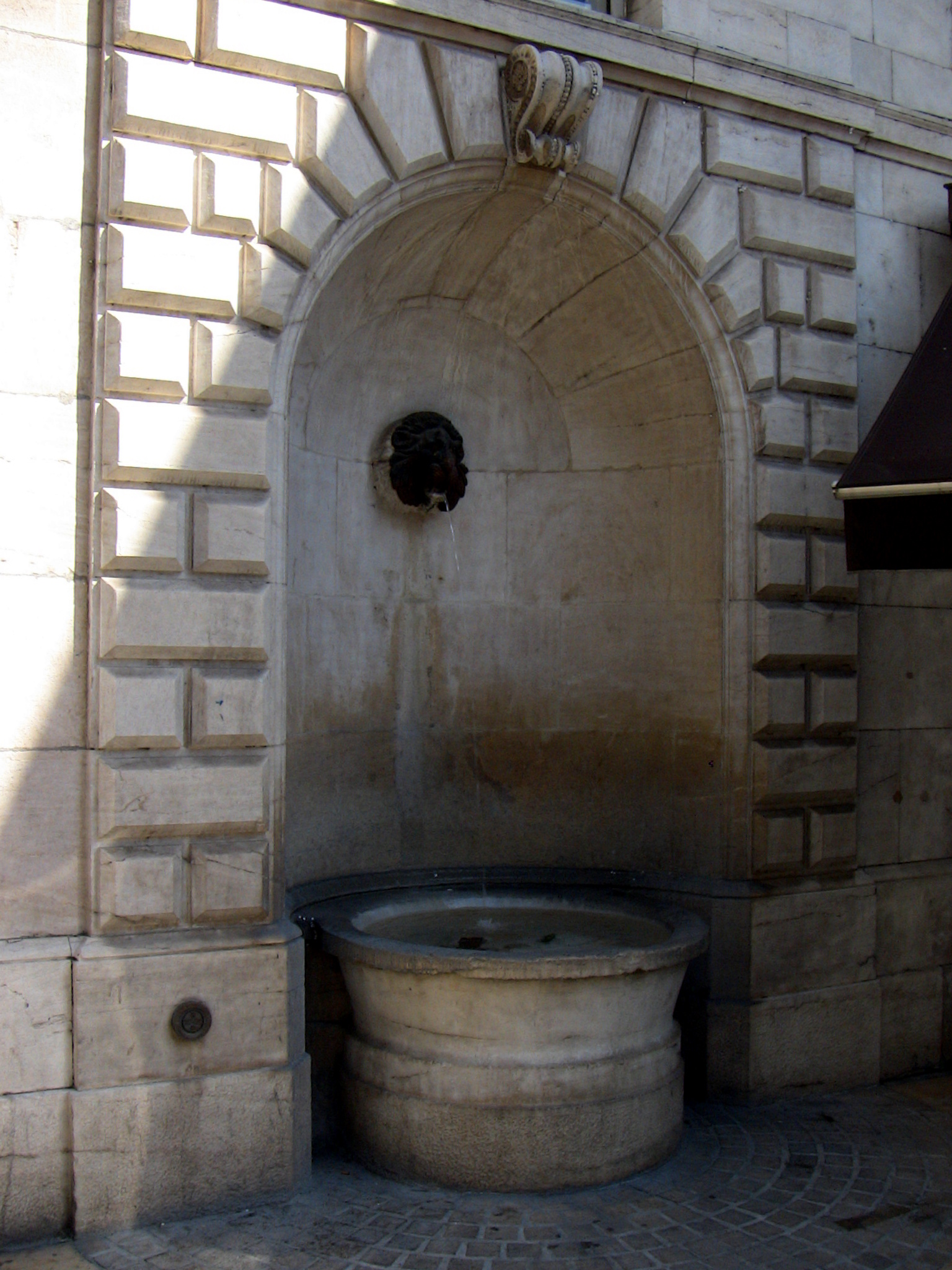
La fontaine à tête de Lion.

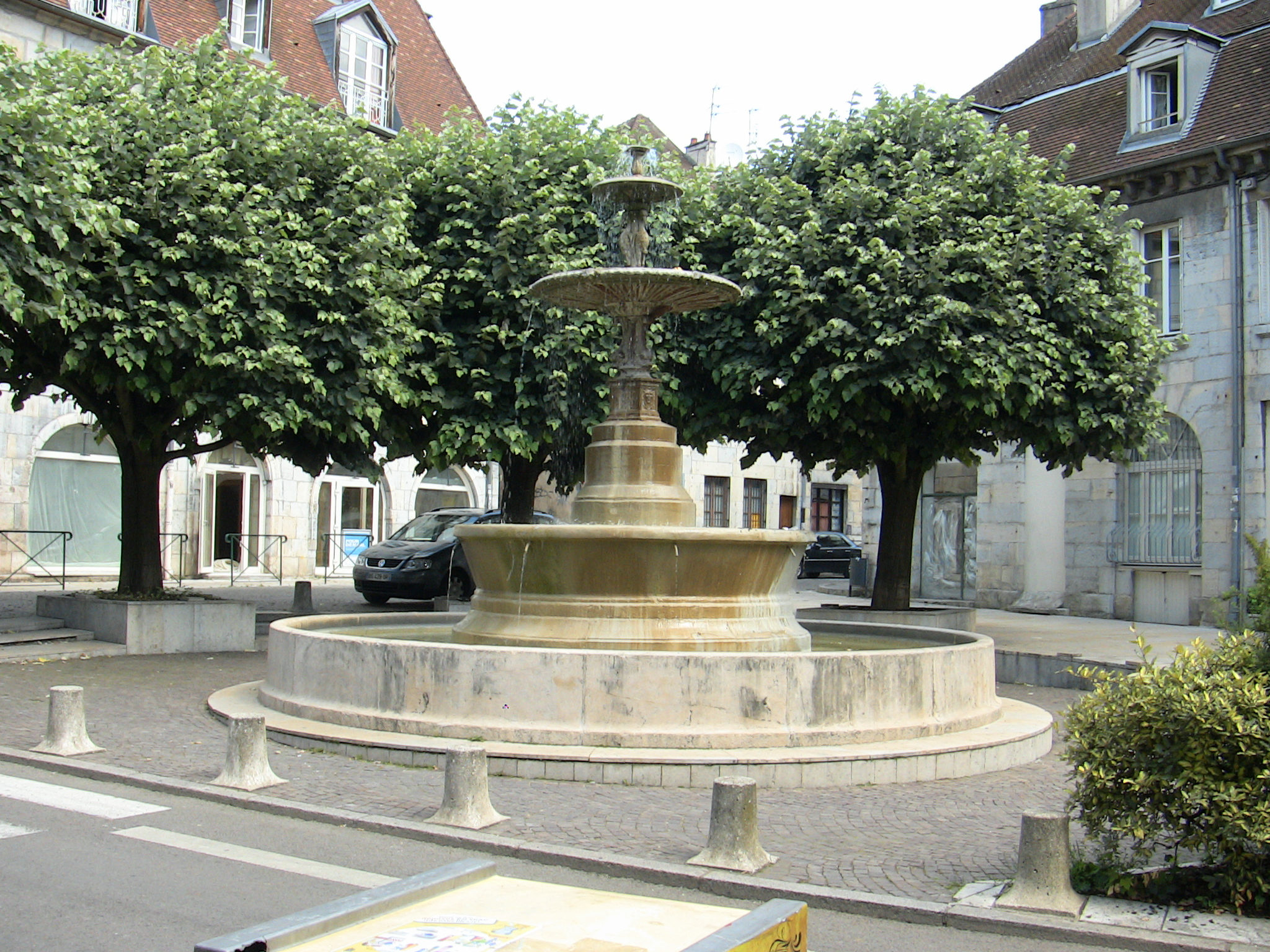
La fontaine Marulaz.

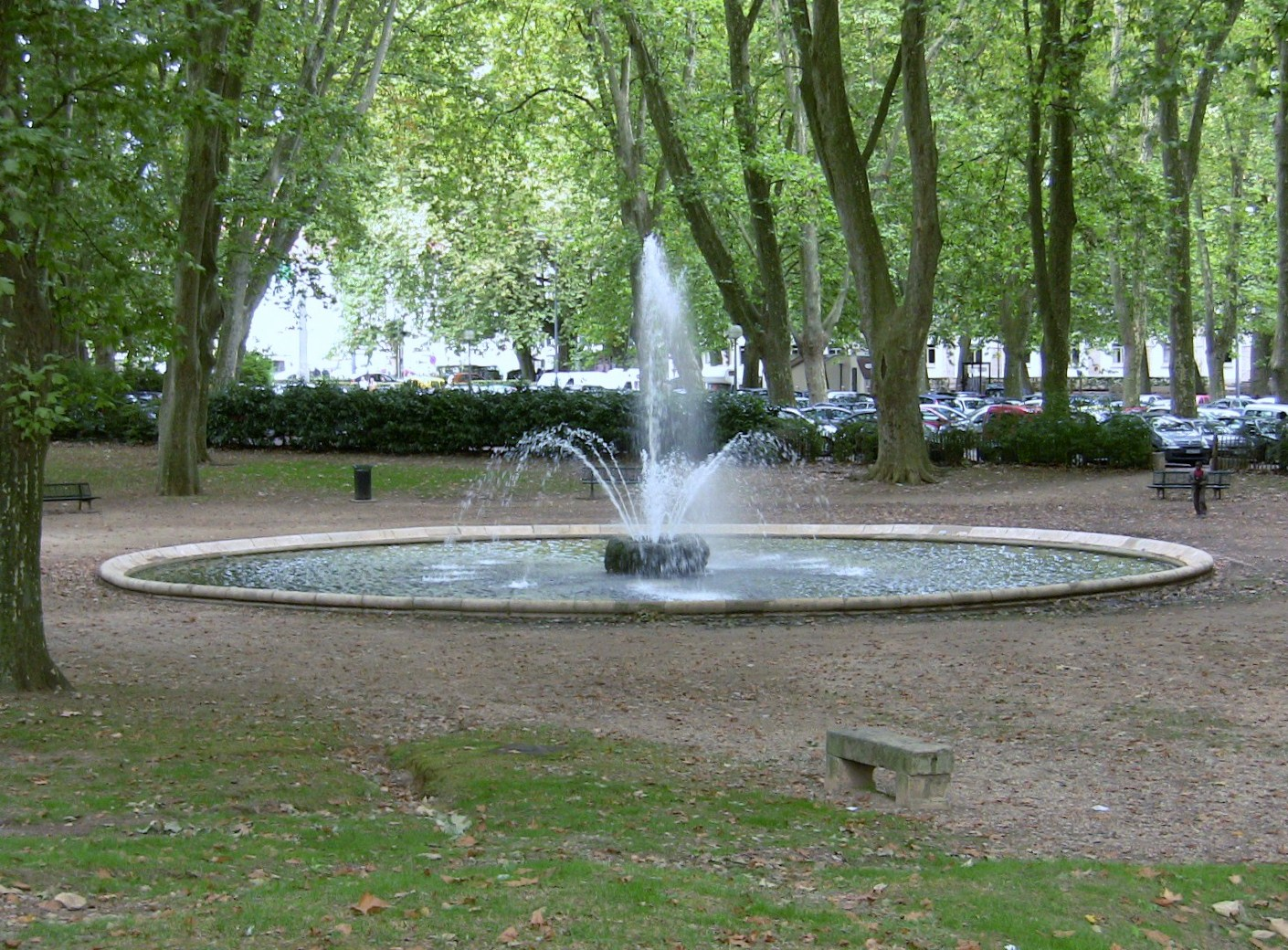
La fontaine de Chamars.

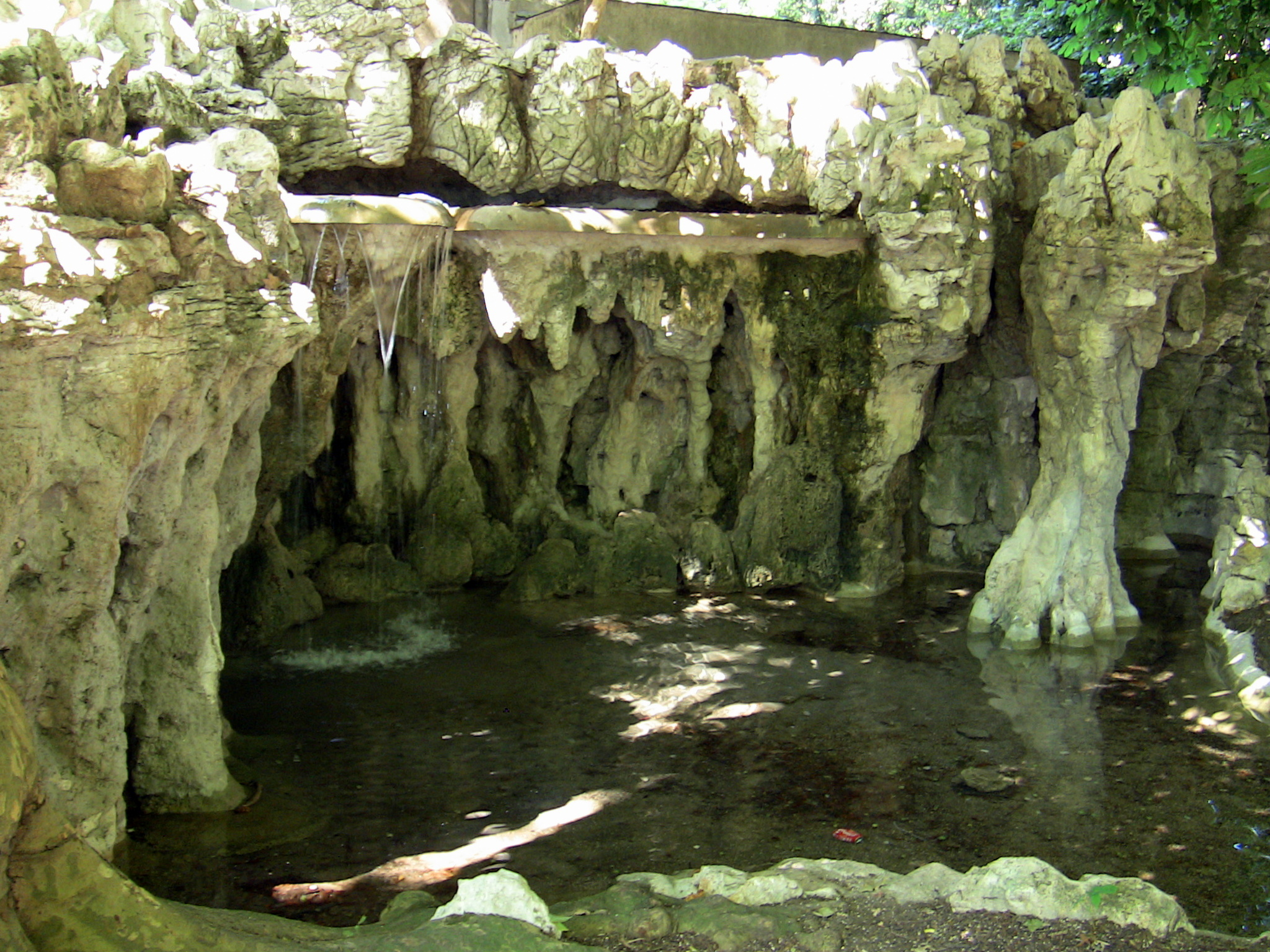
La cascade Granvelle.

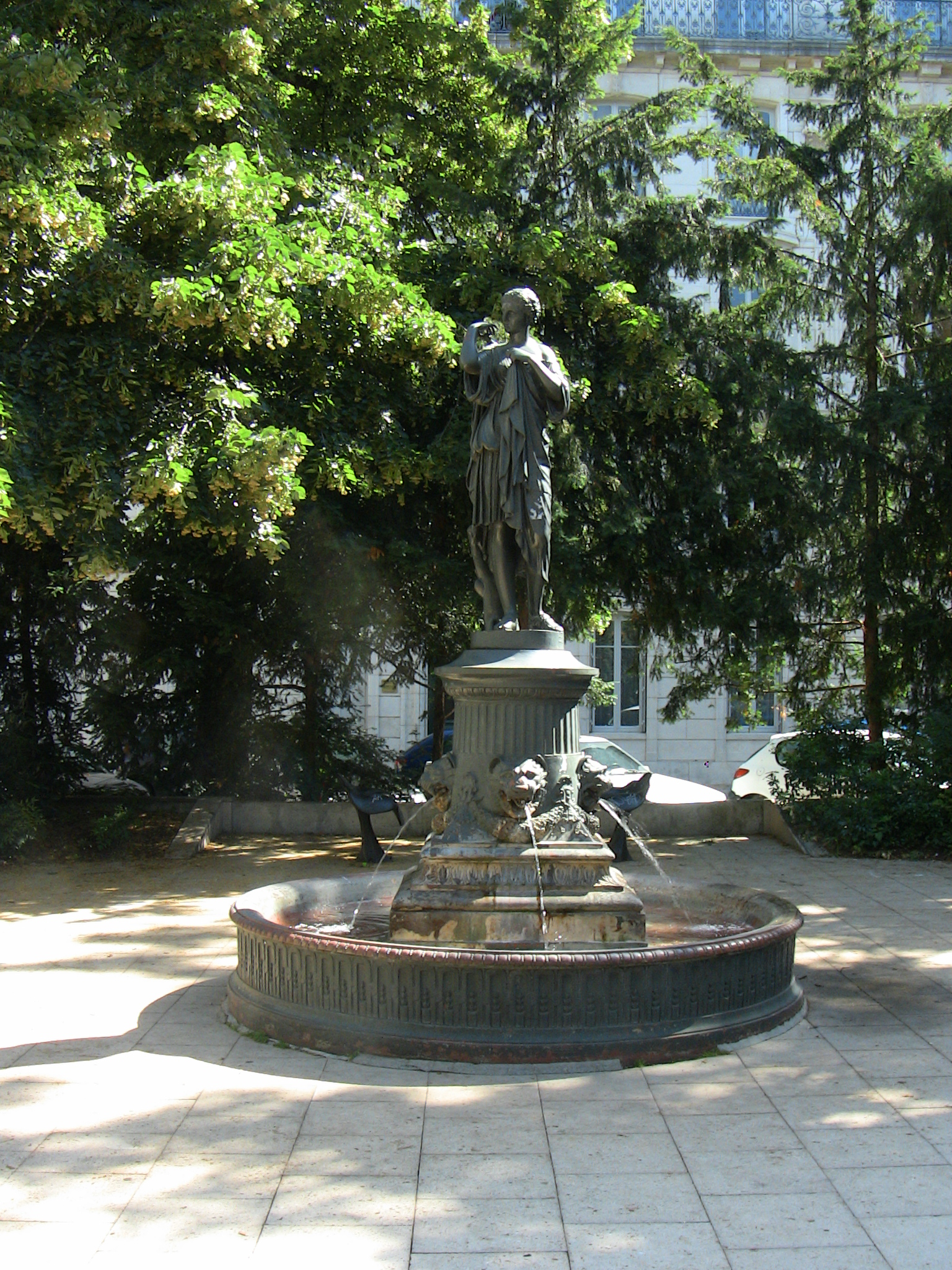
La fontaine de Diane.

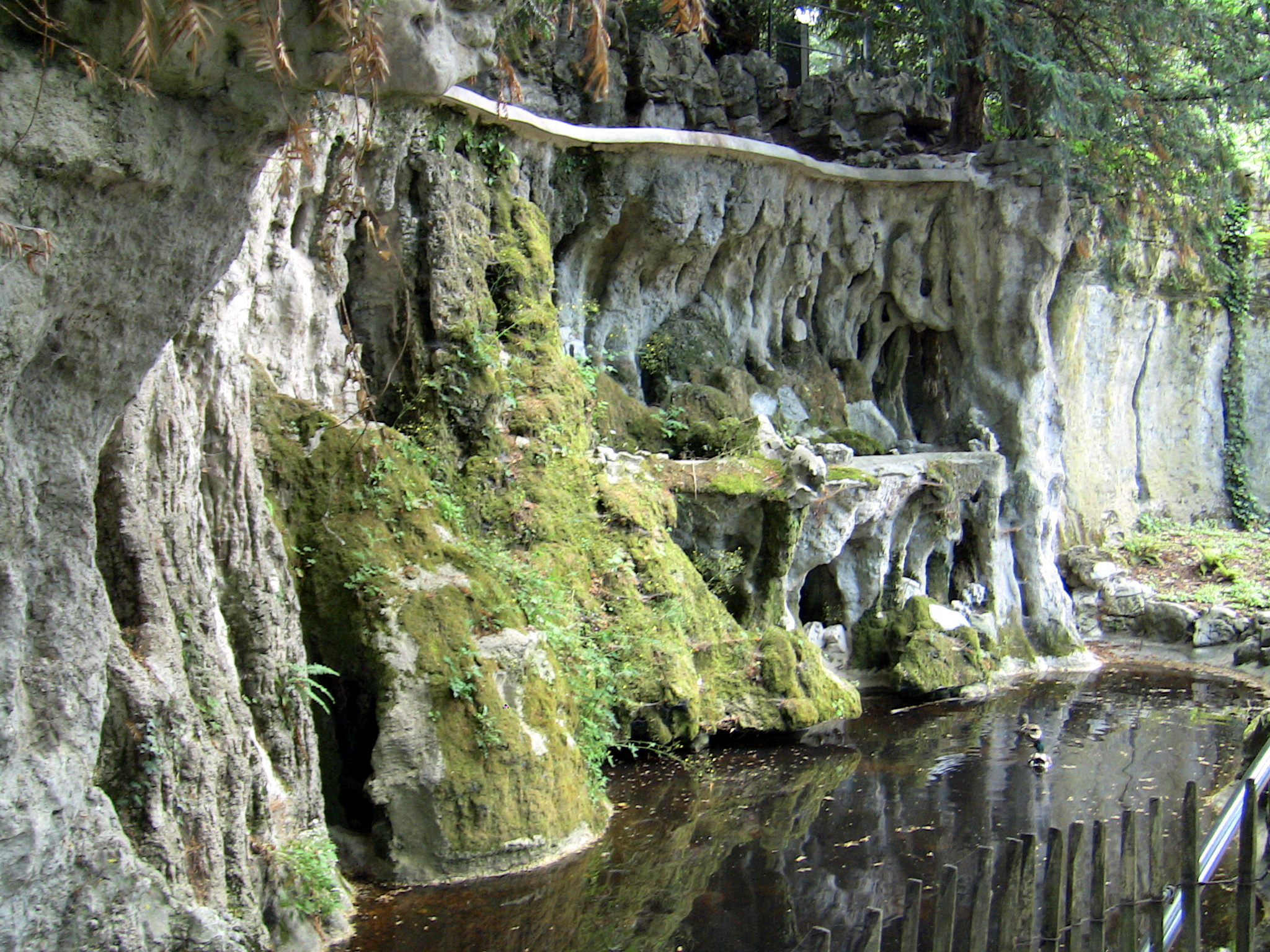
La cascade Micaud.

- Lavoir de Planoise, chemin du Cerisier [64],[65] (Planoise).

Planoise-Châteaufarine était un secteur essentiellement agricole, ne disposant pas du réseau moderne avant la fin du XIXe siècle. Un projet de construction a été réalisé dès 1812 pour faire de la source du Cerisier un abreuvoir, mais la ville n'y donne pas suite. En juillet 1842, les riverains adressent une pétition au maire afin de « réaliser une structure pour cette source très abondante dont les eaux se perdent faute d'être réunies et conduites dans un bassin. » Le voyer de la ville se rend sur place afin de voir la situation, et constate que de petites réalisations sont déjà mises en place, s'agissant alors d'une cuve dont l'eau coule par un conduit en bois, construction réalisée pour le bétail par des habitants sous l'impulsion du Sieur Jean Courlet. Un projet voit alors le jour, prévoyant un abreuvoir de 17 mètres de long, et un petit lavoir à lessive pour dix à douze blanchisseuses, ainsi qu'un château d'eau pour préserver la source. Après quelques modifications des plans, l'ensemble est construit en 1843. Malheureusement dès 1903 sont signalés des tarissements de la source surtout en période de sécheresse, ce qui amène les habitants à une demande d'adduction d'eau et à l'abandon progressif du site. L'édifice fut restauré en 1996, plusieurs bancs ont été installés, ce qui lui donne désormais une connotation de lieu convivial.
- Fontaine à tête de Lion, angle de la rue des Granges et de la rue Francis-Louis Bersot[67] (la Boucle).

Elle fut édifiée en 1844, afin de remplacer deux anciennes structures : la fontaine de la rue Saint-Paul, et la fontaine Baron. Elle se caractérise par sa tête de lion, d'où l'eau jaillit de la gueule.
- Fontaine Marulaz, place Marulaz[57] (Battant).

Il s'agit à la base d'une structure ancienne, qui fut totalement remodelée par Alphonse Delacroix en 1854. Elle comprend plusieurs vasques de bronze, coulées dans les forges de Pusey en 1855, avec des gravures de diables joviaux, d'où l'eau s'écoule pour être recueillie dans un bassin en pierre de plus de six mètres de large,.
- Fontaine Saint-Jean, rue du cingle[69] (la Boucle).

Cette fontaine a été aménagée en 1854, lors de la construction du réservoir de Saint-Jean auquel elle est attenante.
- Fontaine des eaux d'Arcier, place de la Révolution[67] (la Boucle).

Elle fait suite à plusieurs fontaines, dont celle de la Poissonnerie, construite vers 1560 et arborant un triton de Claude Lullier,. Elle est remplacée en 1743 par une structure de Charles-François Longin, comprenant un bassin hexagonal arborant les armes de la ville, surmonté de cygnes retenus par des enfants ailés, tapissé dans une composition en bronze de plantes aquatiques. Elle fut déconstruite à la Révolution. Une troisième construction lui succède en 1822, avec une tête de lion cracheur d’eau au sein d'une cuve de style antique, ornée d’un grand vase et de fleurs. La fontaine fut de nouveau reconstruite en 1854 par Alphonse Delacroix, dans le cadre du retour des eaux d'Arcier.
La fontaine actuelle était à la base composée d'un immense bloc de trente tonnes et de dix mètres de hauteur, amené des carrières de Velesmes par bateau et taillé sur place constituant le bassin final. De forme triangulaire tronqué, le soubassement sert d'appui à trois vasques recevant plusieurs jets d'eau partant des trois consoles ajustées en forme d'empâtement au pied de la vasque principale, d'où jaillit au centre une gerbe d'eau s'écoulant par la gueule de trois mascarons. Mais la structure s'effondre sous la pression du gel le 10 avril 1860, ce qui amène à une modification de la partie basse seulement,. Sur les trois faces que comporte la vasque sont indiquées des dates en rapport avec l''aqueduc d'Arcier, ainsi que les personnes ayant participé à ce projet. Elle fut restaurée en 2004 avec l'ensemble de la place, légèrement recentrée, et constitue aujourd'hui l'une des plus belles et des plus célèbres fontaines de la cité.
- Fontaine de Chamars, promenade Chamars[67] (la Boucle).

Cette fontaine fut aménagée avec son jet d'eau en 1855, et comprenait un bassin bien plus large mais celui-ci fut supprimé en 1967 pour permettre la construction de l'avenue et du pont Charles-de-Gaulle.
- Cascade Granvelle, promenade Granvelle[67] (la Boucle).

La cascade fut construite en 1860, dans le cadre de l'Exposition internationale qui s'est déroulée de juin à octobre 1860 place de la Révolution,. Œuvre du paysagiste Brice Michel, c'est un ensemble hydraulique conjuguant maçonnerie en rocaille et végétation, typique du XIXe siècle. Elle fut installée au cœur de la promenade Granvelle en 1864, puis de nouveau déplacée en 1884 à son emplacement actuel au fond à la suite de l'agrandissement du site. Elle fut rénovée en 2004.
- Fontaine de Diane, Square Saint-Amour[67] (la Boucle).

La fontaine de Diane est installée au square Saint-Amour, site spécialement aménagé dans ce nouveau secteur et inauguré en 1864. C'est une statue en fonte, est une représentation de Diane sous les traits de Diane de Gabies du musée du Louvre. Son socle est cannelé et comporte quatre têtes de lions qui crachent de l'eau.
- Fontaine des Époisses, rue de Franche-Comté (Planoise).

Cette fontaine est en fonte, et été réalisée en 1874. Sur la face de la fontaine sont gravées les armoiries de Besançon : le blason de la ville ainsi que la phrase « Utinam » (en latin) « Plaise à Dieu », devise de la ville. La date est ornée d'une branche d'oliviers.
- Cascade Micaud, Parc Micaud[67] (la Boucle).

La cascade est partie intégrante du parc, qui fut inauguré en 1844 après les travaux d'Alphonse Delacroix. C'est lors de modifications en 1883 pour aménager la gare de la Mouillère, que l'avenue Droz située juste à côté est créée, et dont la surélévation entraîne la mise en place d'un talus. Celui-ci sera agrémenté de rochers artificiels afin d'y mettre une cascade ainsi qu'un bassin. L'ensemble a été récemment restauré.
- Fontaine de Velotte, angle de la rue du Pont et du chemin des Echenoz de Velotte (Velotte).

La fontaine de Velotte, peut-être d'origine privée, se constitue d'une vasque de récerption et arbore une large croix du Christ.
- Fontaine de l'État-Major, ancien hôtel de la Vicomté[8] - place Jean-Cornet[57] (la Boucle).

C'est avec la construction du pont de Bregille en 1698, que trois nouvelles structures voient le jour. Charles-Joseph Foresse réalise à partir de 1736 une fontaine-monument, inaugurée trois ans plus tard. Elle était notamment décorée d'un groupe de dauphins en bronze, réalisés par Louis-Jacques Herpin. Elle ne fut pas entretenue, et par suite d'un état de dégradation trop avancé, elle fut déconstruite après la révolution et remplacée en 1900 par la fontaine actuelle qui comportait un urinoir. Sur les plans d'Etienne Bernard Saint-Ginest, le sculpteur Albert Pasche réalisa ce véritable petit édifice arborant sur son fronton l'une des devises de la ville : Utinam,.
- Fontaine Wallace, promenade Granvelle[67] (la Boucle).

La fontaine Wallace a été mise en place au parc Granvelle en 1884.

### Modernes

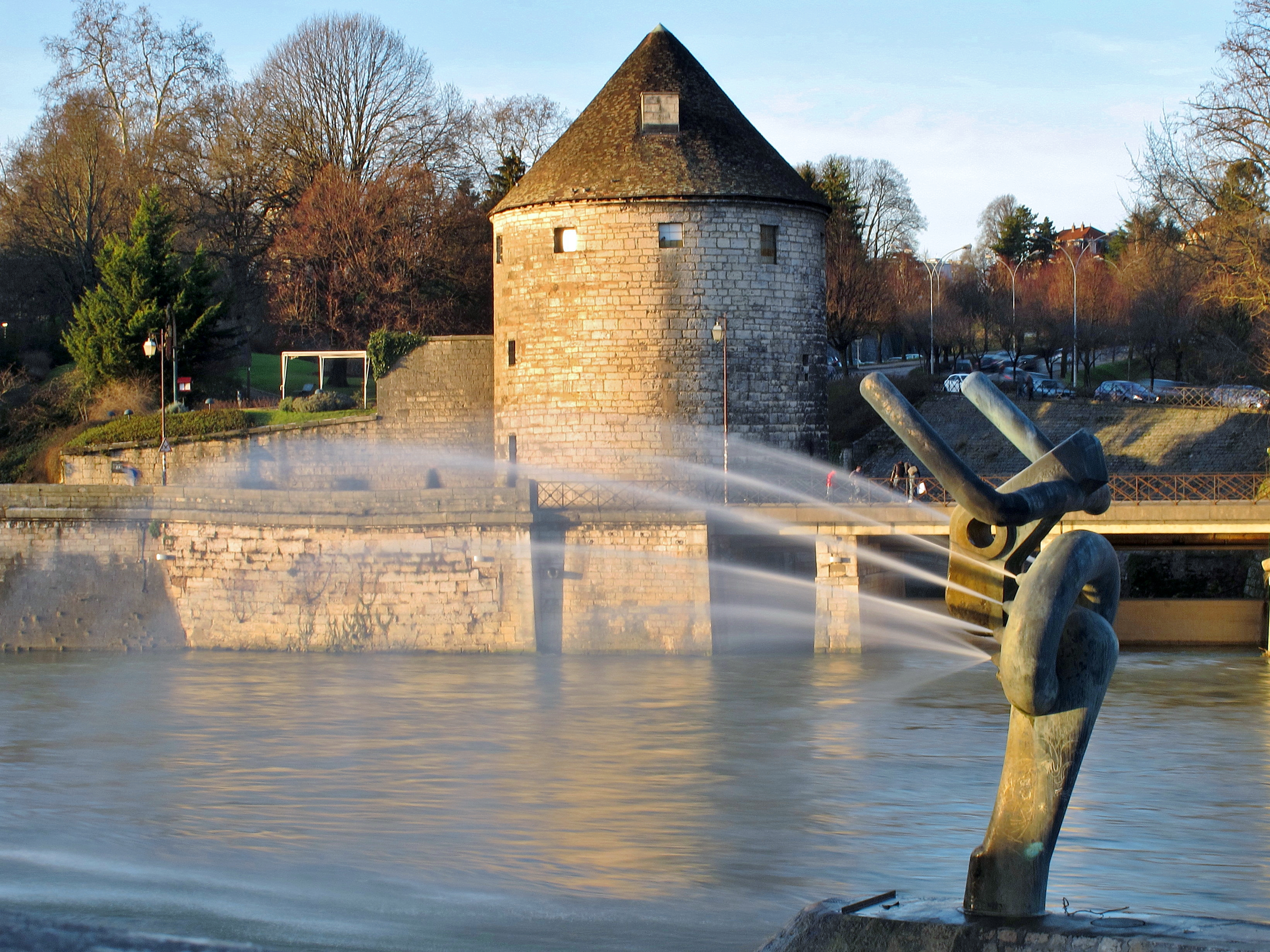
Le Minotaure en eau devant la tour de la Pelote.

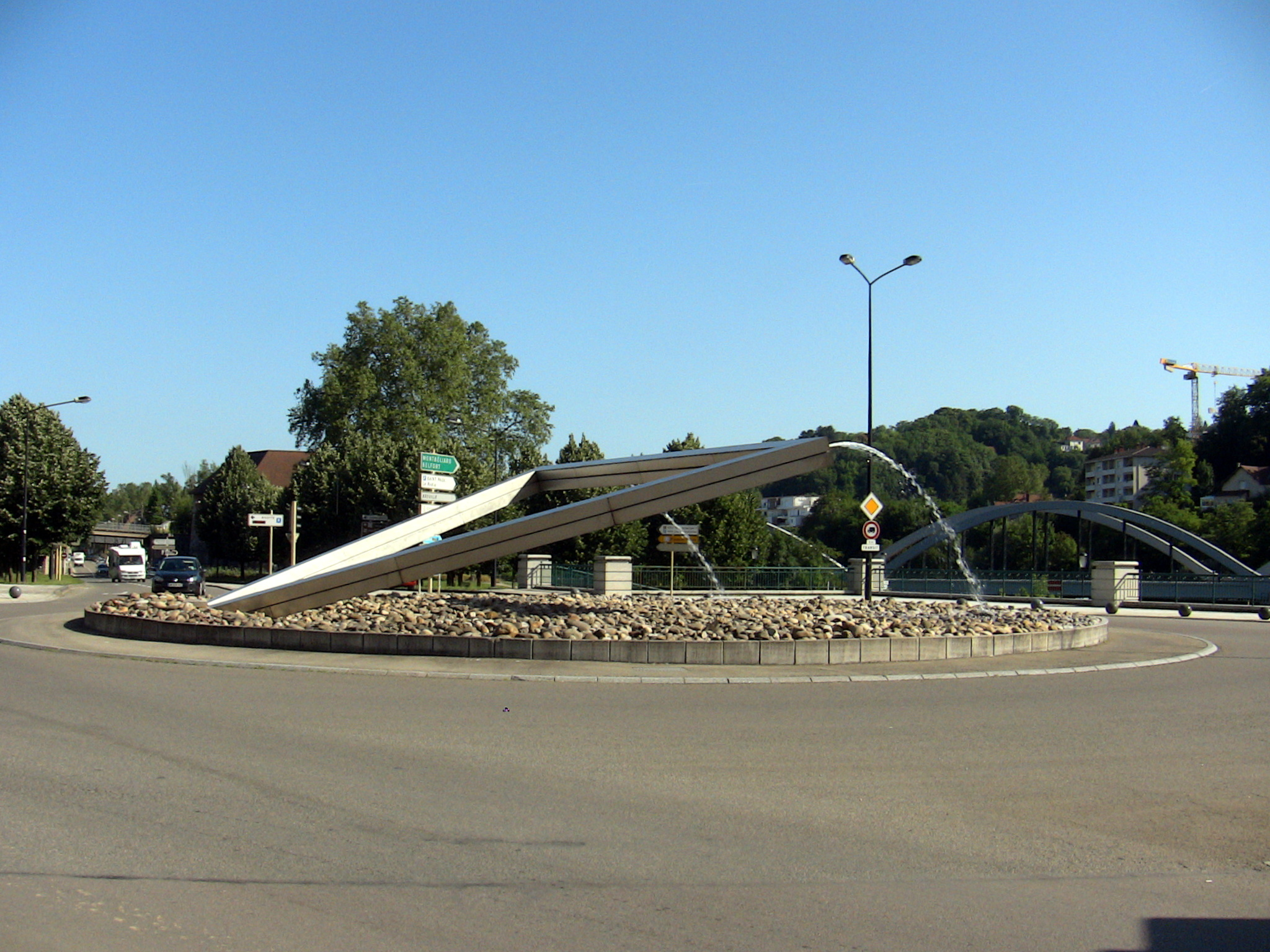
Delta du Doubs.

- Bassin Hilaire de Chardonnet, angle de l'avenue d'Helvétie et du pont de la République[69],[74] (la Boucle).

L'œuvre fut réalisée par Maurice Boutterin en 1931 en l'honneur du comte Hilaire de Chardonnet. Le buste qui y trône est un agrandissement d'une sculpture réalisée par sa fille Anne. Il comprend un petit bassin rarement utilisé.
- Fontaine nymphée du mur englouti, parc de la Gare d'eau[69],[76] (la Boucle).

La source provient d'une nappe phréatique et permet d'alimenter le large bassin de la Gare d'eau par une petite rivière qui le rejoint. L'eau jaillit par une sculpture abstraite avec des découpes et cassures dont la forme générale rappelle les urnes renversées de la Saline royale d'Arc-et-Senans . Mise en place à l'initiative du Conseil départemental du Doubs en 1975, c'est Paul Gonez qui signe cette oeuvre.
- Bassin-fontaine de la mairie, esplanade des Droits de l'Homme[69] (la Boucle).

Ce bassin-fontaine a été créé en 1992, lors du réaménagement de la cour arrière de la Mairie de Besançon. Elle est alimentée grâce à une nappe d'eau originaire de l'assèchement permanent du parking de la Mairie, situé en souterrain.
- Le Minotaure, île Saint-Pierre - pont Denfert-Rochereau.

Le Minotaure est une fontaine en bronze, réalisée par l'allemand résidant à Besançon Jens Boettcher. D'une hauteur de sept mètres et d'un poids de huit tonnes, elle a été implantée en 1993,,
- Le Delta du Doubs, aux deux embouchures du tunnel de la citadelle à Rivotte et Tarragnoz[80] (la Boucle).

L'œuvre de type contemporain fut réalisée par François Morellet pour commémorer le percement du tunnel routier sous la citadelle en 1996. Elle est composée de deux éléments : le premier à l'entrée est du tunnel, sur le rond-point de Neuchâtel (faubourg Rivotte), un triangle équilatéral métallique dont la pointe s'enfonce dans le sol et deux jets d'eau sortant des deux sommets se trouvent en hauteur ; et le second du côté ouest, sur le rond-point de Huddersfield-Kirklees (faubourg Tarragnoz), un triangle métallique identique dont la pointe se dirige vers le ciel, un jet d'eau s'échappant par l'arrière vers la base du triangle. Le trajet ainsi symbolisé va de l'amont vers l'aval de la rivière.

## Fontaines et bornes d'eau potable
Un recensement de 2019 indique que 11 fontaines et 28 bornes fournissent de l'eau potable sur la voie publique bisontine.

### A. Reniaux, Histoire d'Eau
1. 1 2 3 4 5 6 7 8 9 10 11 12 13 14 15 16 17  Anne Reniaux, Histoire d'Eau — des sources d'Arcier à la Bisontine, page 7.
2. 1 2 3 4 5  Anne Reniaux, Histoire d'Eau — des sources d'Arcier à la Bisontine, page 8.
3. 1 2 3 4  Anne Reniaux, Histoire d'Eau — des sources d'Arcier à la Bisontine, page 9.
4. ↑  Anne Reniaux, Histoire d'Eau — des sources d'Arcier à la Bisontine, page 63.
5. ↑  Anne Reniaux, Histoire d'Eau — des sources d'Arcier à la Bisontine, page 61.

### Autres sources
1. 1 2 3  Recherches historiques sur la ville de Besancon : Fontaines publiques, Seraphin Droz, Turbergue, 1856, 540 pages, pages 23 à 71.
2. 1 2  Mémoires de Bregille, page 38.
3. ↑  Alphonse Delacroix, Recherches archéologiques sur les monuments de Besançon, 1841, pages 11 et 12.
4. 1 2 3 4 5 6 7 8 9  Mémoires de Bregille, page 39.
5. ↑  Plaque officielle de la ville de Besançon commémorant l'acquisition des sources d'Arcier, accolée sur l'entrée du site : « Ville de Besançon — 20 mars 1837, le conseil municipal adopte le projet de conduit des Eaux d'Arcier à Besançon. Jean-Agathe Micaud, maire — 1843-1848 études préalables et emprunt — Léon Bretillot, maire — 1850-1855 exécution des travaux — César Convers, maire — avril et novembre 1866, acquisition du complément de la source assurant à la ville la totalité des eaux — Clerc de Landresse, maire. »
6. ↑  Anne Reniaux, Histoire d'Eau — des sources d'Arcier à la Bisontine, page 13.
7. 1 2 3 4 5 6 7 8 9 10 11  Anne Reniaux, Histoire d'Eau — des sources d'Arcier à la Bisontine, page 14.
8. 1 2 3 4 5 6 7 8 9 10 11 12 13 14 15 16 17 18 19 20 21 22 23 24 25 26  Alex Guenard, Besançon : description historique des monuments et établissements publics de cette ville, Baudin, 1860, 354 pages, pages 322 à 328.
9. 1 2 3 4 5 6 7 8 9 10 11 12  Anne Reniaux, Histoire d'Eau — des sources d'Arcier à la Bisontine, page 15.
10. 1 2 3 4 5 6 7 8 9 10 11 12 13 14 15 16 17 18 19  Anne Reniaux, Histoire d'Eau — des sources d'Arcier à la Bisontine, page 17.
11. 1 2 3 4 5 6 7 8  Anne Reniaux, Histoire d'Eau — des sources d'Arcier à la Bisontine, page 26.
12. 1 2 3 4 5 6 7 8 9 10 11  Anne Reniaux, Histoire d'Eau — des sources d'Arcier à la Bisontine, page 18.
13. 1 2 3  Anne Reniaux, Histoire d'Eau — des sources d'Arcier à la Bisontine, page 19.
14. 1 2 3 4 5 6 7 8 9 10 11 12 13 14 15  Anne Reniaux, Histoire d'Eau — des sources d'Arcier à la Bisontine, page 24.
15. 1 2 3  Anne Reniaux, Histoire d'Eau — des sources d'Arcier à la Bisontine, page 22.
16. ↑  L'Indicateur de Besançon : ou Almanach administratif, industriel et commercial, Libr. de Ch. Deis, 1837, page 45.
17. 1 2  Anne Reniaux, Histoire d'Eau — des sources d'Arcier à la Bisontine, page 29.
18. ↑  Au Bureau du Journal Du Palais, 1846, pages 845 et 846.
19. 1 2  Anne Reniaux, Histoire d'Eau — des sources d'Arcier à la Bisontine, page 30.
20. 1 2 3 4 5  Anne Reniaux, Histoire d'Eau — des sources d'Arcier à la Bisontine, page 38.
21. 1 2 3 4  Histoire de l'approvisionnement en eau de Besançon, sur le site officiel de la ville (consulté le 22 juin 2012).
22. ↑  Pourquoi la fontaine de la place de la révolution à Besançon est-elle vide ? sur MaCommune.info (consulté le 15 mars 2017).
23. 1 2  Liste des points d'eau potable à Besançon sur MaCommune.info (consulté le 15 mars 2017).
24. ↑  Rome comptant sept collines et de nombreuses fontaines de même que Besançon.
25. ↑  Les fontaines de Besançon par l'I.N.A. sur Youtube (consulté le 15 mars 2017.
26. ↑  Boucles d'eau : le circuit des fontaines sur MaCommune.info (consulté le 15 mars 2017).
27. ↑  Le circuit des Fontaines sur le site de l'Est républicain (consulté le 15 mars 2017).
28. ↑  Bornes fontaines à Besançon sur le site officiel de la Ville (consulté le 15 mars 2017).
29. ↑  Principales fontaines privées à Besançon : 
  - Fontaine du 64, Grande rue.
  - Fontaine du 20, rue François-Louis Bersot.
  - Fontaine du 112, Grande-rue.
  - Fontaine du 130, rue des Granges.
  - Fontaine du 78, rue des Granges.
  - Fontaine du 38, rue des Granges.
  - Fontaine du 18, rue Rivotte.
  - Bassin du Président, rue Isenbart.
30. 1 2 3  Le square Castan sur Besac.com (consulté le 23 juin 2012).
31. ↑  Notice no PA00101521, sur la plateforme ouverte du patrimoine, base Mérimée, ministère français de la Culture (consulté le 24 juin 2012).
32. ↑  « Musée des Beaux-Arts et d'Archéologie - Elément de la fontaine du Pilori », sur memoirevive.besancon.fr (consulté le 13 juin 2018)
33. ↑  La déesse Flore s’envole vers d’autres cieux sur MaCommune.info (consulté le 23 juin 2012).
34. ↑  Chaprais : réinstallation de la statue de la déesse Flore sur MaCommune.info (consulté le 15 mars 2017)
35. ↑  La déesse Flore va retrouver sa place sur MaCommune.info (consulté le 15 mars 2017).
36. 1 2 3 4 5 6  Jean-Pierre Gavignet et Lyonel Estavoyer, Besançon autrefois, Horvath, 1989, 175 pages, page 120.
37. 1 2 3 4  La fontaine de la Madeleine et la statue de Jouffroy d'Abbans sur Lycee-jouffroydabbans.com (consulté le 24 juin 2012).
38. ↑  La fontaine Pasteur sur www.passagespasteur.besancon.fr (consulté le 24 juin 2012).
39. 1 2 3 4 5 6 7 8 9 10 11 12 13 14 15  Anne Reniaux, Histoire d'Eau — des sources d'Arcier à la Bisontine, page 47.
40. 1 2  Alphonse Delacroix, Guide de l'étranger à Besançon et en Franche-Comté, Bulle, 1860, page 173.
41. ↑  La fontaine des Carmes sur Fontainesdefrance.info (consulté le 23 juin 2012).
42. ↑  La fontaine Neptune retrouve son bras, pas sa fourche sur MaCommune.info (consulté le 22 juin 2012).
43. ↑  « Fontaine des Carmes », notice no PA00101517, sur la plateforme ouverte du patrimoine, base Mérimée, ministère français de la Culture (consulté le 22 juin 2012).
44. 1 2 3  Le Minotaure sur le site officiel de l'Office du Tourisme de Besançon (consulté le 15 mars 2017).
45. ↑  Histoire de la place Victor Hugo sur le site de l'Express (consulté le 22 juin 2012).
46. ↑  La fontaine Bacchus sur le site officiel de l'Office du Tourisme de Besançon (consulté le 22 juin 2012).
47. ↑  Jean-Pierre Jacquemart, Architectures comtoises de la Renaissance, 1525-1636, Presses Univ. Franche-Comté, 2007, 318 pages, page 213.
48. ↑  Le modèle de cette sculpture est de Hubert Lavigne. Il venait de la fonderie du val d’Osne en Haute-Marne. D'autres exemplaires existent encore : sur la fontaine Charlemagne à Paris, à Villeneuve le Roi, Marmagne, Fontaines ...
49. ↑  Pour éviter une guerre des terrasses, sur le site de l'Est républicain (consulté le 15 mars 2017).
50. ↑  https://www.estrepublicain.fr/culture-loisirs/2021/06/12/l-angelot-retrouve-de-la-fontaine-de-l-hotel-de-ville-de-besancon
51. ↑  « Fontaine de l’Enfant à la coquille – Villa Bellini – Catania – Catane – Italie | E-monumen », sur e-monumen.net, 21 janvier 2018 (consulté le 21 septembre 2022)
52. ↑  La fontaine des Clarisses sur Fontainesdefrance.info (consulté le 22 juin 2012).
53. ↑  Seraphin Droz, Recherches historiques sur la ville de Besançon : Collége, Marion, 1868, page 195-196.
54. ↑  La fontaine des Clarisses sur Petit-patrimoine.com (consulté le 22 juin 2012).
55. ↑  Notice no PA00101474, sur la plateforme ouverte du patrimoine, base Mérimée, ministère français de la Culture (consulté le 22 juin 2012).
56. ↑  Jean-Pierre Gavignet et Lyonel Estavoyer, Besançon autrefois, Horvath, 1989, 175 pages, page 118.
57. 1 2 3 4 5 6 7 8 9 10 11 12 13 14  Anne Reniaux, Histoire d'Eau — des sources d'Arcier à la Bisontine, page 48.
58. ↑  La fontaine du Doubs sur Petit-patrimoine.com (consulté le 23 juin 2012).
59. ↑  « Fontaine publique (Fontaine du Doubs) », notice no PA00101478, sur la plateforme ouverte du patrimoine, base Mérimée, ministère français de la Culture (consulté le 22 juin 2012).
60. ↑  La fontaine des Dames sur Besac.com (consulté le 22 juin 2012).
61. 1 2  La fontaine des Dames sur Fontainesdefrance.info (consulté le 22 juin 2012).
62. ↑  La fontaine des Dames sur le site officiel de l'Office du Tourisme de Besançon (consulté le 22 juin 2012).
63. ↑  « Fontaine des Dames », notice no PA00101475, sur la plateforme ouverte du patrimoine, base Mérimée, ministère français de la Culture (consulté le 22 juin 2012).
64. 1 2  Le lavoir de Planoise sur Planoise-reflexions.fr (consulté le 23 juin 2012).
65. ↑  Les lavoirs du Doubs sur www.lavoirs.org (consulté le 24 juin 2012).
66. 1 2 3 4 5 6 7  Anne Reniaux, Histoire d'Eau — des sources d'Arcier à la Bisontine, page 75-76.
67. 1 2 3 4 5 6 7 8 9 10 11 12 13 14 15 16 17 18 19 20 21  Anne Reniaux, Histoire d'Eau — des sources d'Arcier à la Bisontine, page 49.
68. ↑  La fontaine Marulaz sur Petit-patrimoine.com (consulté le 23 juin 2012).
69. 1 2 3 4 5 6 7 8 9 10 11 12 13  Anne Reniaux, Histoire d'Eau — des sources d'Arcier à la Bisontine, page 51.
70. 1 2  Histoire de la place de la Révolution : l'eau et la place sur le site officiel de la ville de Besançon (consulté le 23 juin 2012).
71. 1 2 3  La cascade Granvelle, sur le site officiel de la ville de Besançon (consulté le 23 juin 2012).
72. ↑  La fontaine de l'État Major sur le site officiel de l'Office du Tourisme de Besançon (consulté le 22 juin 2012).
73. ↑  La fontaine de la place Jean-Cornet, sur Besac.com (consulté le 23 juin 2012).
74. ↑  Le Monument au comte Hilaire de Chardonnet sur Hilairedechardonnet.fr (consulté le 23 juin 2012).
75. ↑  Le Monument au comte Hilaire de Chardonnet sur le site officiel de l'Office du Tourisme de Besançon (consulté le 23 juin 2012).
76. ↑  http://patrimoine.bourgognefranchecomte.fr/connaitre-le-patrimoine/les-ressources-documentaires/acces-aux-dossiers-dinventaire/etude/1098b98e-ba9b-4e37-a21c-03476516dc85.html
77. ↑  Le Minotaure sur Besac.com (consulté le 23 juin 2012).
78. ↑  Le Minotaure de Jens Boettcher à Besançon sur Racinescomtoises.net (consulté le 15 mars 2017).
79. ↑  Le Minotaure sur le site vivre aux Chaprais (consulté le 15 mars 2017).
80. 1 2  Le Delta du Doubs sur le site officiel de l'Office du Tourisme de Besançon (consulté le 23 juin 2012).
81. ↑  Le peintre et sculpteur François Morellet est décédé sur MaCommune.info (consulté le 15 mars 2017).
82. ↑  « Une petite soif ? Liste des points d’eau potable à Besançon • macommune.info », sur www.macommune.info (consulté le 5 janvier 2022)